# 浙江省博物馆
30°15′12″N 120°08′20″E / 30.25333°N 120.13889°E
浙江省博物馆，始建于1929年11月，是中国最早的地方综合性博物馆之一，曾名“浙江省西湖博物馆”、“浙江省立西湖博物馆”。位于杭州西湖孤山南麓，是浙江省内规模最大的综合性博物馆，国家一级博物馆、中央地方共建国家级博物馆。

## 历史沿革
（以下大事记参考浙江省博物馆主页“浙博大事”）

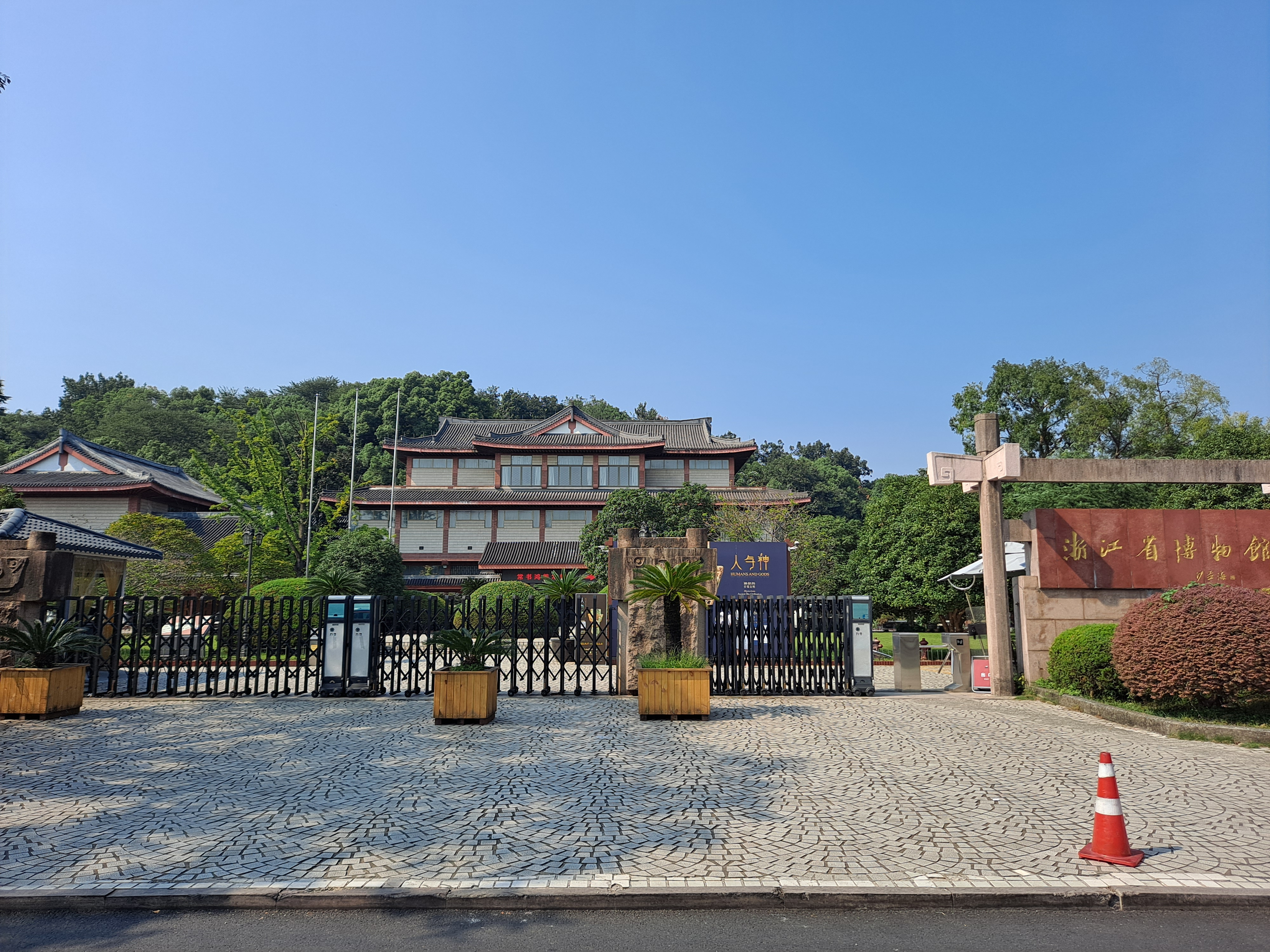
位于西湖孤山的浙江省博物馆孤山馆区

- 1929年11月，西湖博览会闭幕后，浙江省政府为保存博览会遗物，于孤山南麓的文澜阁、王阳明祠、圣因持罗汉堂及太乙分青室等处，筹备设立浙江省西湖博物馆，聘任陈屺怀为馆长。
- 1930年2月，更名为“浙江省立西湖博物馆”
- 1936年12月，博物馆绘图员施昕更在余杭良渚镇考古，发掘出“良渚文化”遗址
- 1937年春，施昕更写作《良渚》（又名《杭县第二区黑陶文化遗址的初步报告》），使良渚文化受到考古学界关注
- 1943年6月19日，聘任金维坚为馆长
- 1946年5月1日，实行收售门票，票价每位50元，公教人员、军警减免票价
- 1948年1月，聘任潘锡九为馆长
- 1949年5月，中国人民解放军进入杭州，接管浙江省立西湖博物馆
- 1953年8月，沙孟海兼任历史部主任
- 1953年8月，更名为“浙江博物馆”
- 1955年3月22日，黄宾虹遗属捐赠文物。计图书1848部。另外，信件2416、函手稿810份、族谱10册、故宫审画记录65本、古玺释文6册。
- 1956年2月12日，浙江省民间工艺品展览会，展期一个月，观众达95000余人次。
- 1957年12月，吴昌硕遗属捐献文物
- 1958年3月，成立“黄宾虹纪念室”
- 1960年11月12日，沙孟海捐赠一批碑帖
- 1960年12月26日，陈训慈捐赠近现代图书和期刊
- 1974年，与中国科学院联合考察发现“建德人牙”化石，证明早在5万年前就有古人类在杭州地域生息
- 1979年12月，成立浙江省文物考古所
- 1984年8月，沙孟海任名誉馆长
- 1990年12月，成立浙江省博物馆西湖画院，聘请沙孟海及王家扬为名誉院长，毛昭晰、张林耕、汪济英等为顾问，杨陆建兼任院长。
- 1991年5月，钱币收藏家马定祥捐赠藏品，成立“马定祥中国钱币研究中心”
- 1993年9月29日，新馆正式落成，占地2.04公顷，总建筑面积7360平方米，投资金额2000万元
- 1994年，出版发行《浙江七千年—浙江省博物馆藏品集》
- 1995年12月，杭州钢铁集团公司出资100万港币，将越王者旨于赐剑捐献给博物馆
- 2004年1月1日，浙江省博物馆率先在全国省级博物馆中实行常年免费开放
- 2006年，被评为“浙江省爱国主义教育先进单位”，被文化部评为全国“公共文化设施管理先进单位”
- 2008年，被国家文物局评定为首批“国家一级博物馆”
- 2009年，被中宣部评为“全国爱国主义教育示范基地”，被国家文物局和财政部评为“中央地方共建国家级博物馆”
- 2009年12月，武林馆区建成开放
- 2012年1月，曹其镛夫妇向博物馆捐赠宋代至清代漆器160件
- 2014年10月，漆器艺术馆及中国古代漆器研究中心成立
- 2018年12月，浙江省博物馆首届理事会成立
- 2023年8月，位于之江文化中心的浙江省博物馆之江馆区建成开放。

## 组织机构
办公机构：办公室 保管部 技术保护部 历史部 书画部 陶瓷部 陈列部 宣教部 工艺部 《东方博物》编辑部 财务科 保卫科 经营管理部 后勤保障部

## 馆区
浙江省博物馆目前设有孤山馆区、之江馆区两个主要馆区，以及多处名人纪念馆及文保基地。

### 孤山馆区
孤山馆区位于杭州西湖孤山南麓，东衔白堤和平湖秋月，西接西泠印社。孤山馆区于1993年秋竣工，占地面积20400平方米。馆舍建筑以富有江南地域特色的单体建筑与逶迤连绵的长廊组合而成，形成了独特的“园中馆、馆中园”格局。孤山馆区的改造工程完成后，将推出“陶瓷陈列”、“黄宾虹书画陈列”、“常书鸿油画陈列”、“雷峰塔文物陈列”、“漆器陈列”等常设陈列，建成集中展示各类文物、艺术精品的艺术类馆区。
孤山馆区还包括浙江西湖美术馆、文澜阁。

#### 浙江西湖美术馆
位于浙江省博物馆孤山馆区东侧，1999年10月落成。这里原为我国第一所高等美术学府――国立艺术院的旧址。20世纪30年代初，林风眠、艾青等曾在此发起建立了一座哥特式美术馆，旨在“整理中国美术，介绍西洋美术，调和中西艺术，创造时代艺术”。
浙江西湖美术馆是展示美术名家作品、介绍美术动态，进行学术交流、传播艺术的重要场所之一。

#### 文澜阁
位于孤山馆区的西侧，建成于乾隆四十八年（1783年），为清代珍藏《四库全书》的七阁之一。咸丰十一年（1861年）遭焚毁，光绪六年（1880年）重建，是江南三阁中唯一幸存的一阁。2001年被国务院核定公布为全国重点文物保护单位。
2006年，文澜阁在经历1974年、1984年和1993年等多次维修后进行了建国后规模最大的一次修缮，2013年6月，经过历时7年的整修之后文澜阁重新对外开放，目前设有“文澜遗泽——文澜阁与《四库全书》”、“清代家居陈列”等展览。

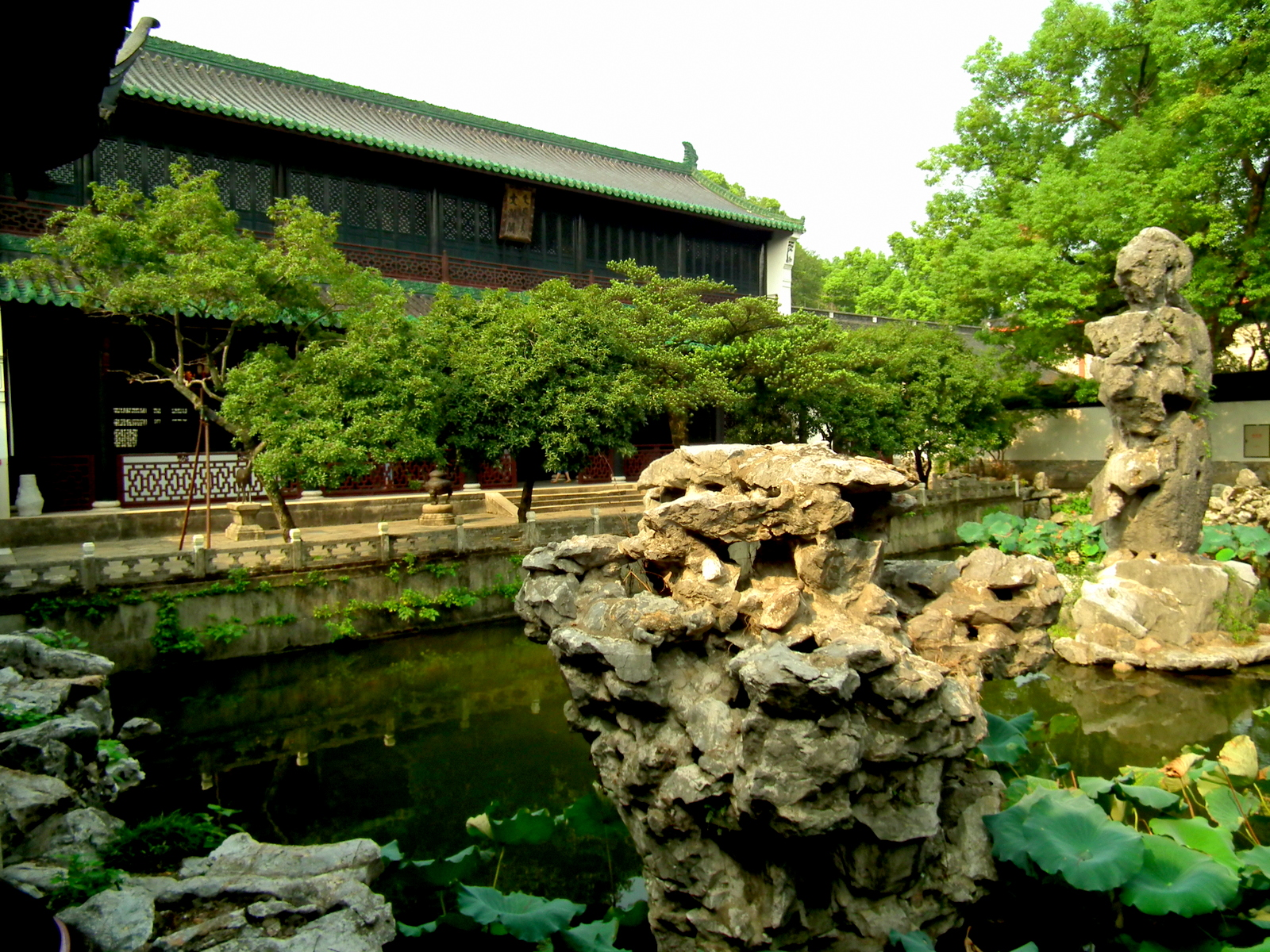
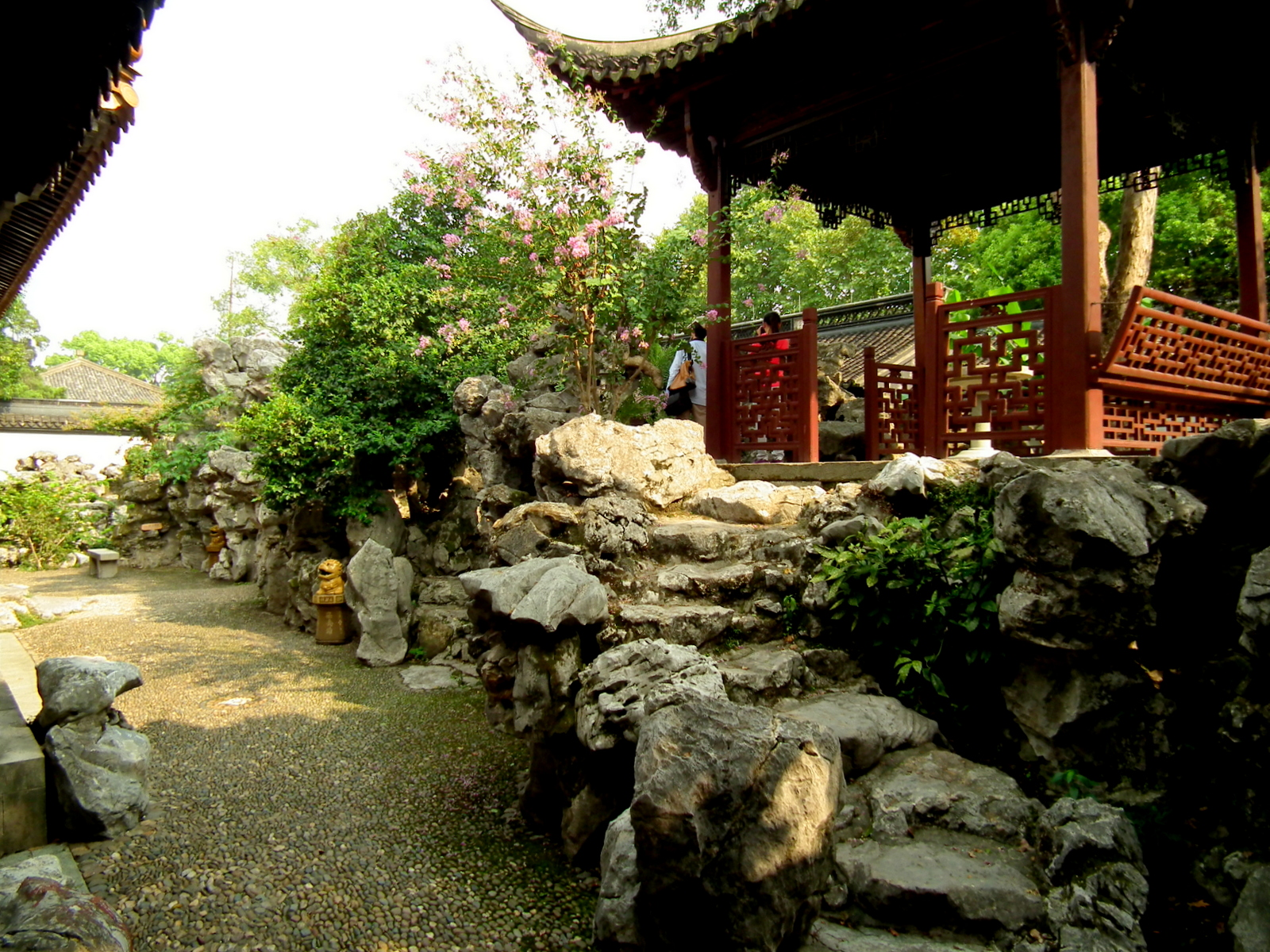
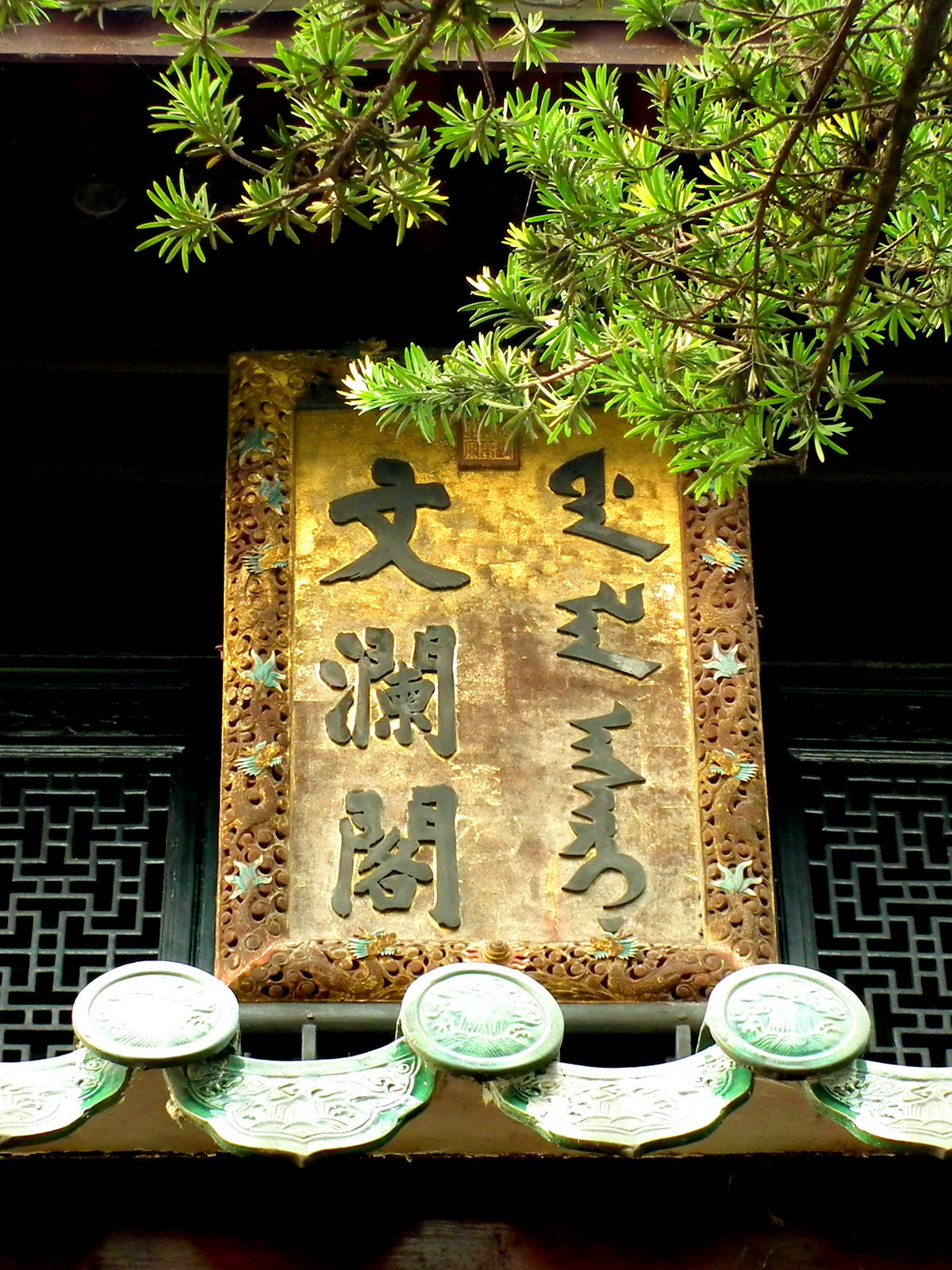
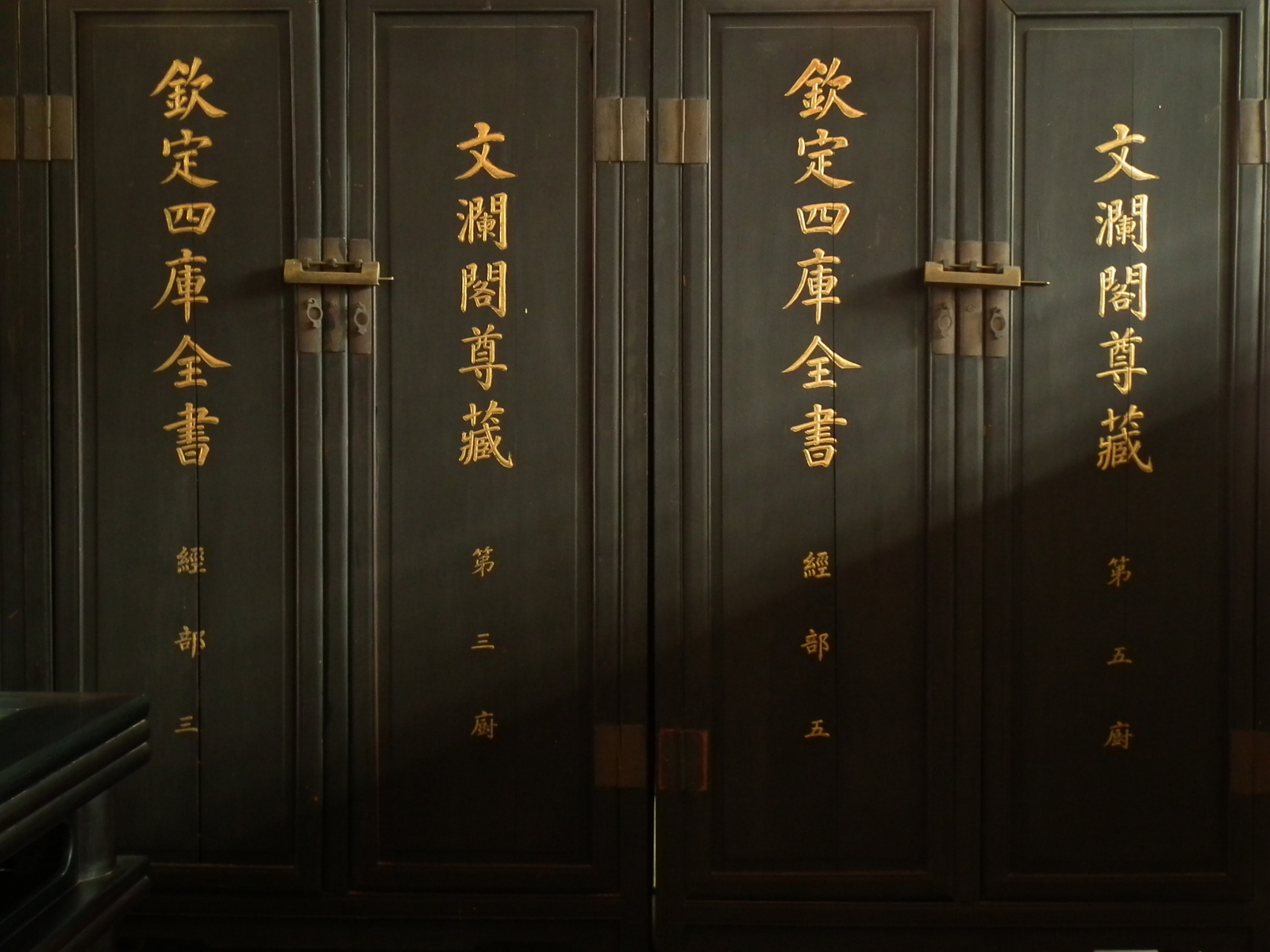

### 之江馆区
位于之江文化中心的之江馆区于2023年8月29日对外开放。建成后的浙江省博物馆之江新馆占地面积约54400平方米，建筑面积10万平方米，是收藏和保护浙江历史文物和近现代艺术珍品的重要机构，展示浙江悠久历史、灿烂文化和革命历程的窗口，对人民群众开展爱国主义教育、革命传统教育、乡土教育的基地，以历史文物和近现代艺术珍品为主要媒介的国内外文化交流的平台，广大观众的智性休闲的场所；并推出《浙江一万年——浙江历史文化陈列》、《宋·韵》、《向东是大海——浙江海洋文化陈列》、《江南秘色——浙江古代青瓷陈列》、《保境安民话钱镠——浙江名人专题系列陈列》、《伊人红妆——宁绍平原的传统婚俗与嫁妆》、《山水之间——〈富春山居图〉人文数字陈列》、《丽人行——中国古代女性图像沉浸式数字展》、《太古之音——古琴与中国人的音韵世界》、探索体验馆等多个展厅。

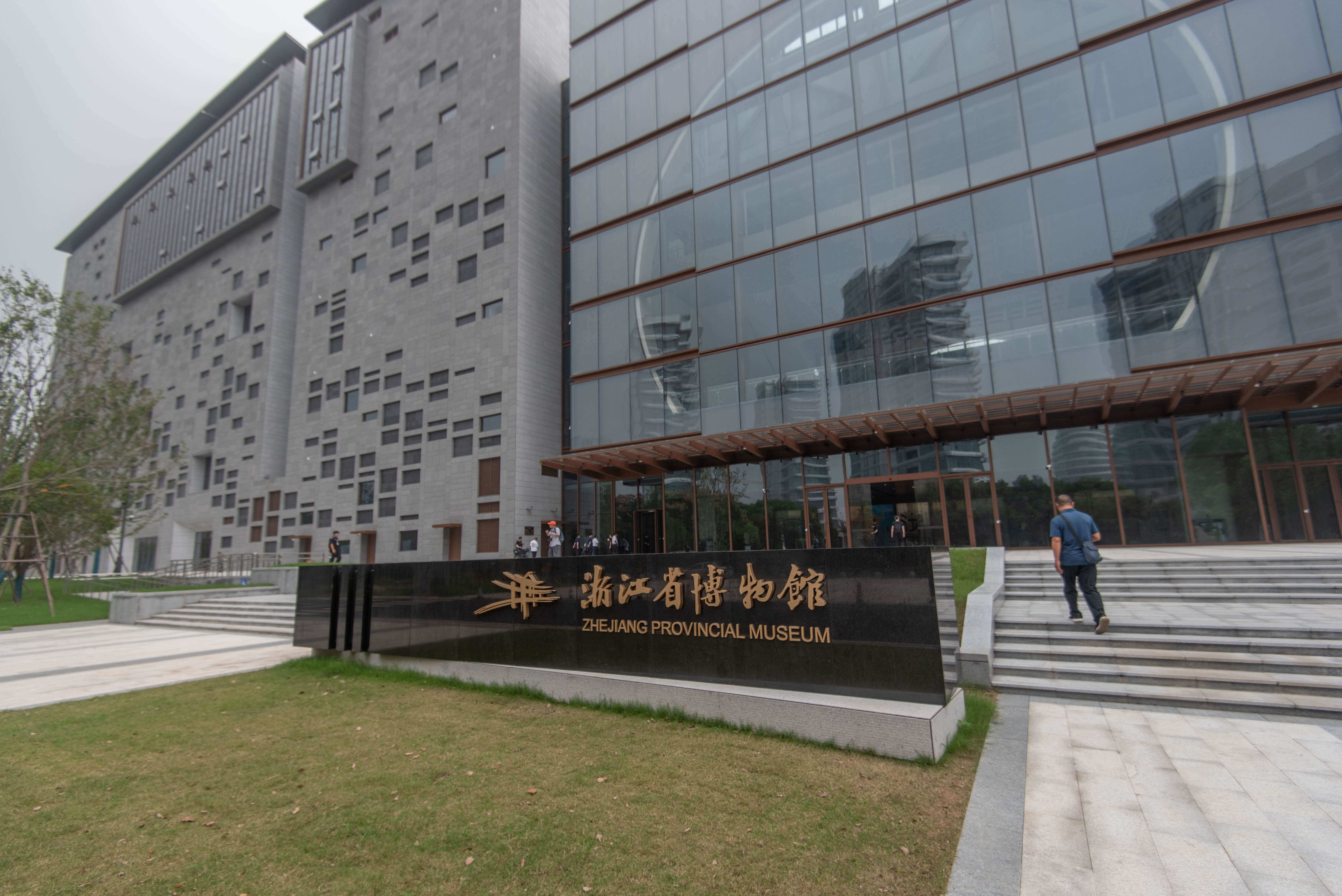
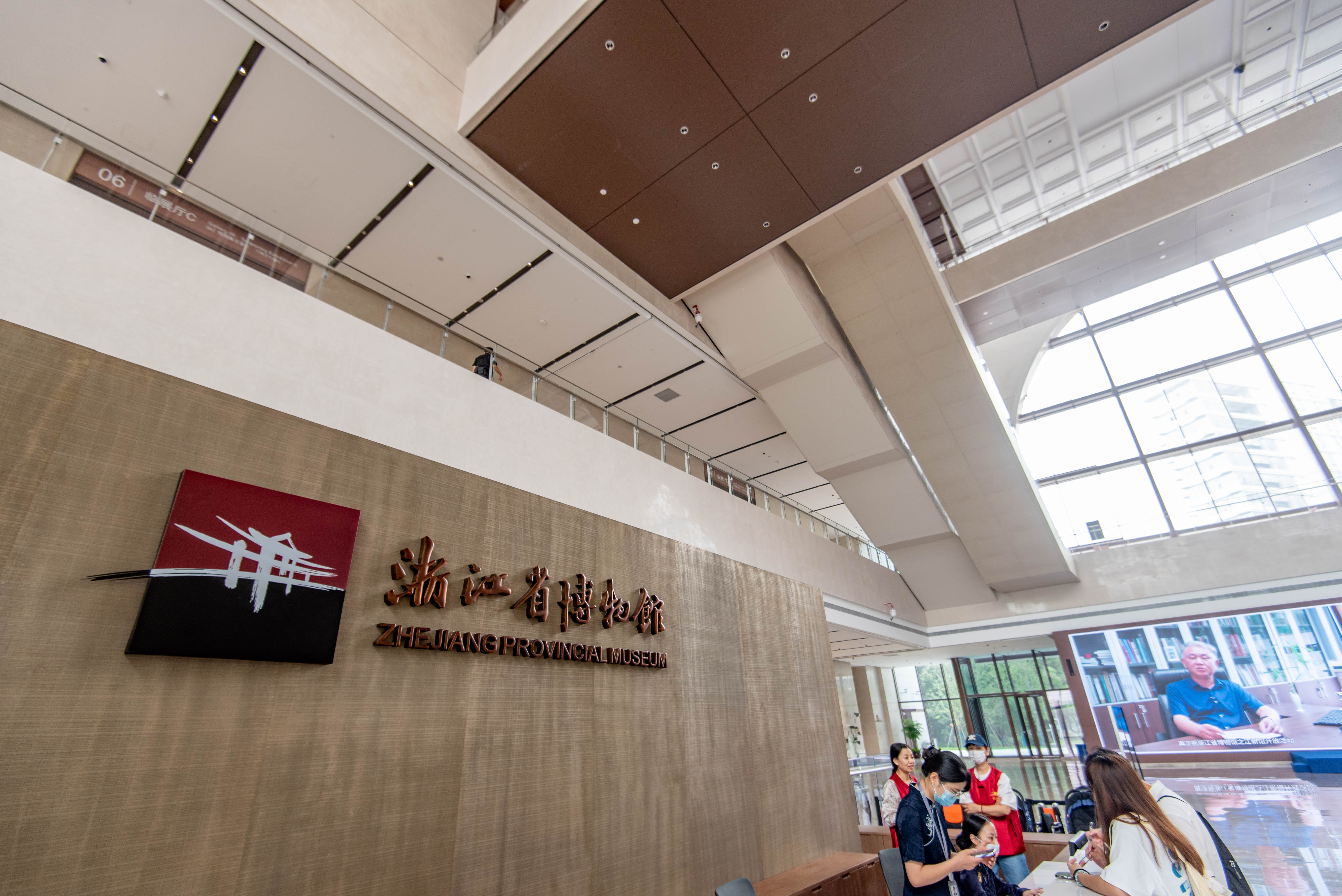
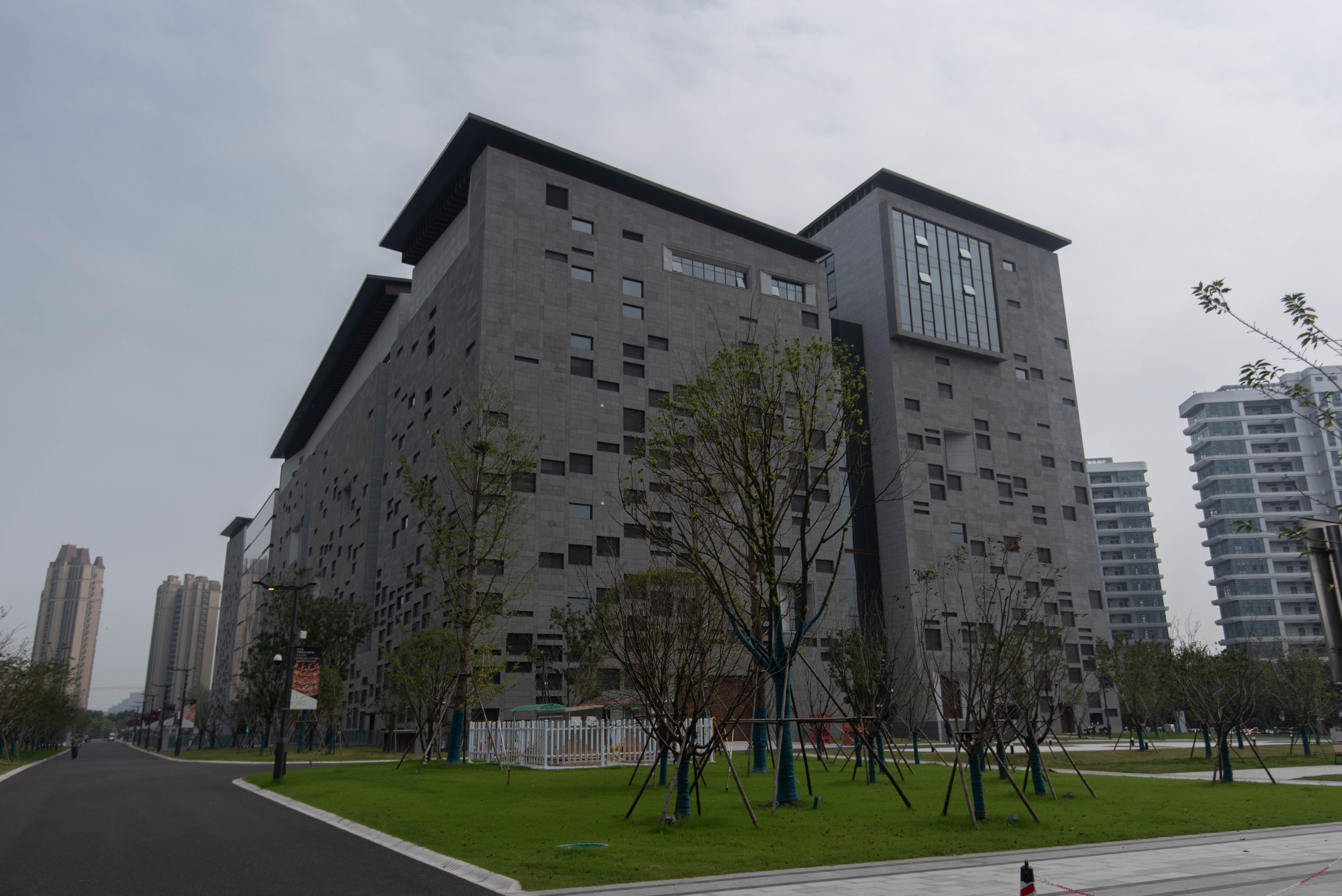
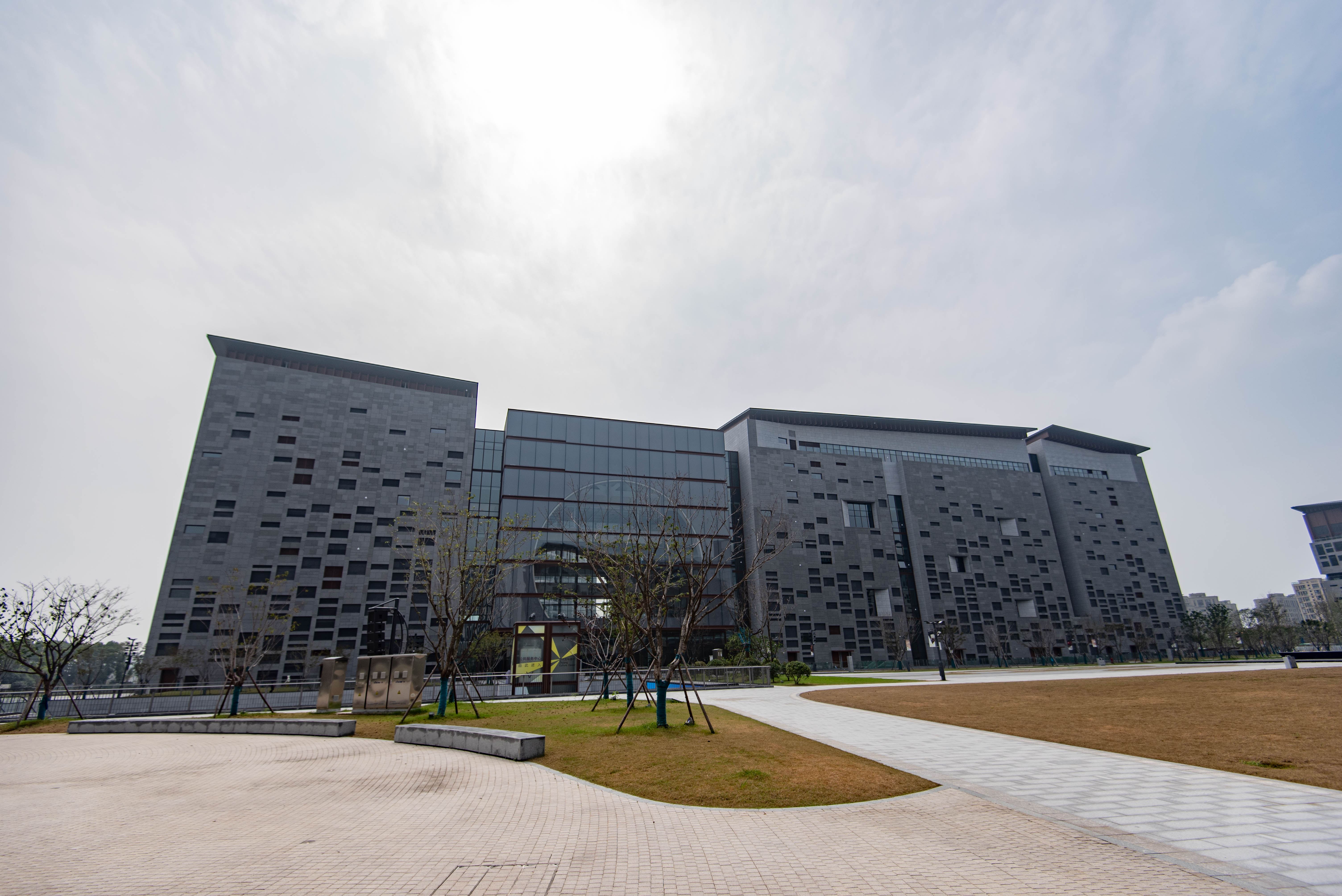

### 黄宾虹纪念室
位于杭州栖霞岭31号。1948年夏，85岁的黄宾虹应国立杭州艺专之聘请，由北平南下，在这里走过了他人生的最后七年。
黄宾虹先生逝世后，家属秉承其遗愿，将其存留的五千余件作品及一万余件文物、手稿等遗物悉数捐献给浙江省博物馆。纪念室于1988年正式向游人开放，设有黄宾虹生平事迹图片陈列和复原书房。

### 沙孟海旧居
位于杭州龙游路15号，占地面积870平方米，总建筑面积601平方米。沙孟海先生是近代著名的书法家，晚年居住于此。
沙孟海先生逝世后，家属遵其遗愿，将其数百件书法、篆刻作品及珍贵文物捐赠给浙江省博物馆。旧居为砖木两层结构别墅，院内“沙孟海旧居”五字匾额为著名金石篆刻家钱君匋所书。2004年11月，沙孟海旧居正式开放，设有沙孟海生活、工作的两个复原室，同时辟有沙孟海生平事迹图片陈列厅。

### 浙江省文保科研基地
位于杭州天目山路古荡桥20号，基地以浙江省博物馆为依托，将文物保护基本技术服务辐射全省，重点技术服务面向全国。
基地内设有全国首个以本地窑业遗存为依托的古窑址标本中心——浙江古窑址标本中心，分成越窑、龙泉窑、瓯窑、婺州窑、南宋官窑、其它窑口等几个区块，选取具有代表性的窑址出土器物进行展示。中心对外预约免费开放。

### 武林馆区（已关闭）
位于杭州西湖文化广场E区，建筑面积20991平方米，陈列面积7600多平方米，2009年12月22日正式开放。目前设有“越地长歌——浙江历史文化陈列”、“钱江潮——浙江现代革命历史陈列”、“非凡的心声——世界非物质文化遗产中的中国古琴”、“意匠生辉——浙江民间造型艺术”、“十里红妆——宁绍婚俗中的红妆家具”等常设展览，地下一层为临时展厅，不定期举办国内外的临时展览。
随着之江馆区的落成，武林馆区已于2023年5月关闭。

## 展览陈列
浙江省博物馆设有多个常设展览，每年还不定期举办多个临时展览。

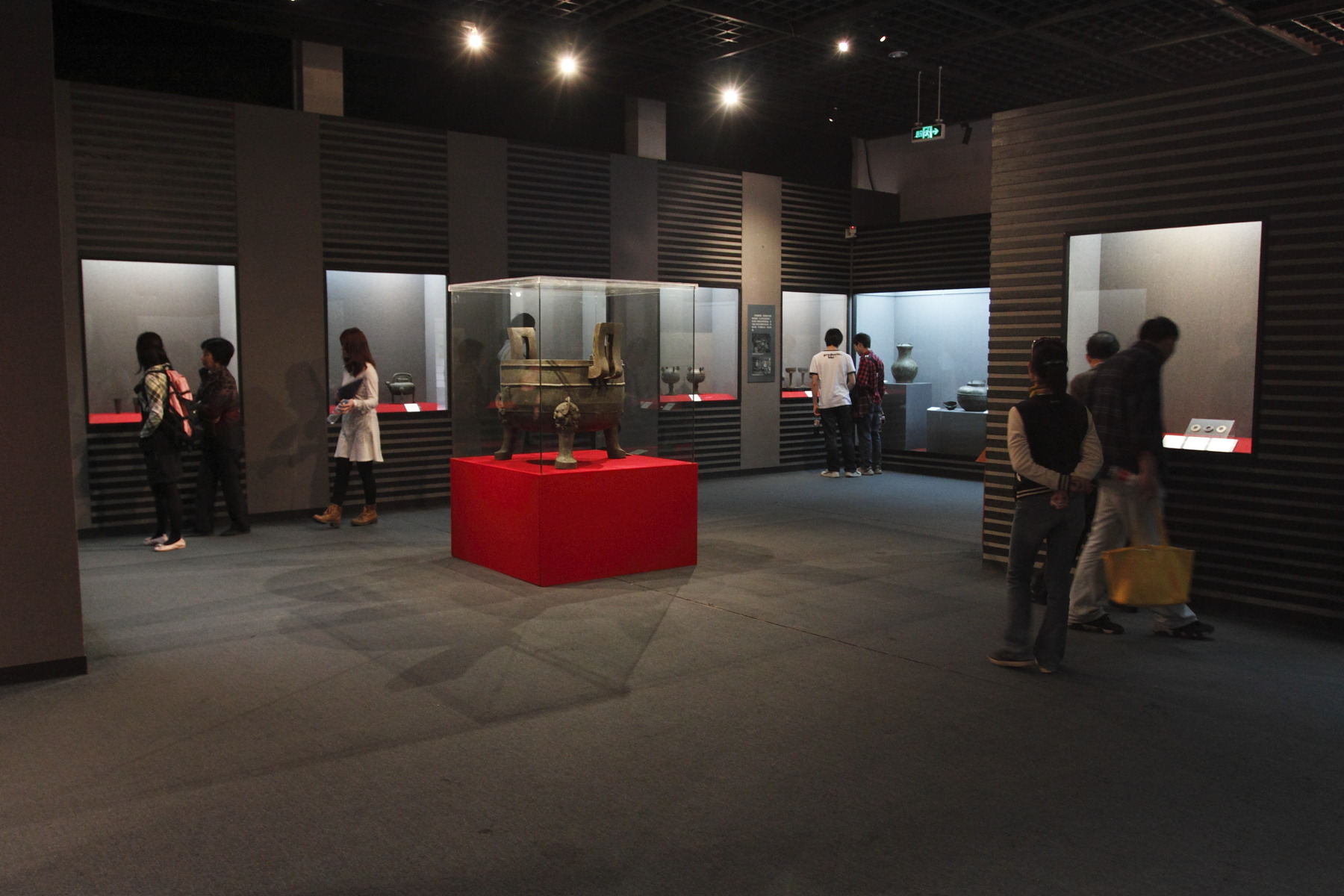
2011年4月17日举行湖北枣阳九连墩楚墓出土文物特展

### 常设展览

#### 浙江一万年——浙江历史文化陈列
该展览位于之江馆区一至二层，浙江省博物馆入选禁止出国（境）展览文物的全部五件（组）文物均位于该展览。展览分为“史前至隋唐”、“吴越两宋”、“元明清至近现代”三大展厅，为人们展现了浙江从旧石器时代到1921年的历史。展览于2023年8月开幕。

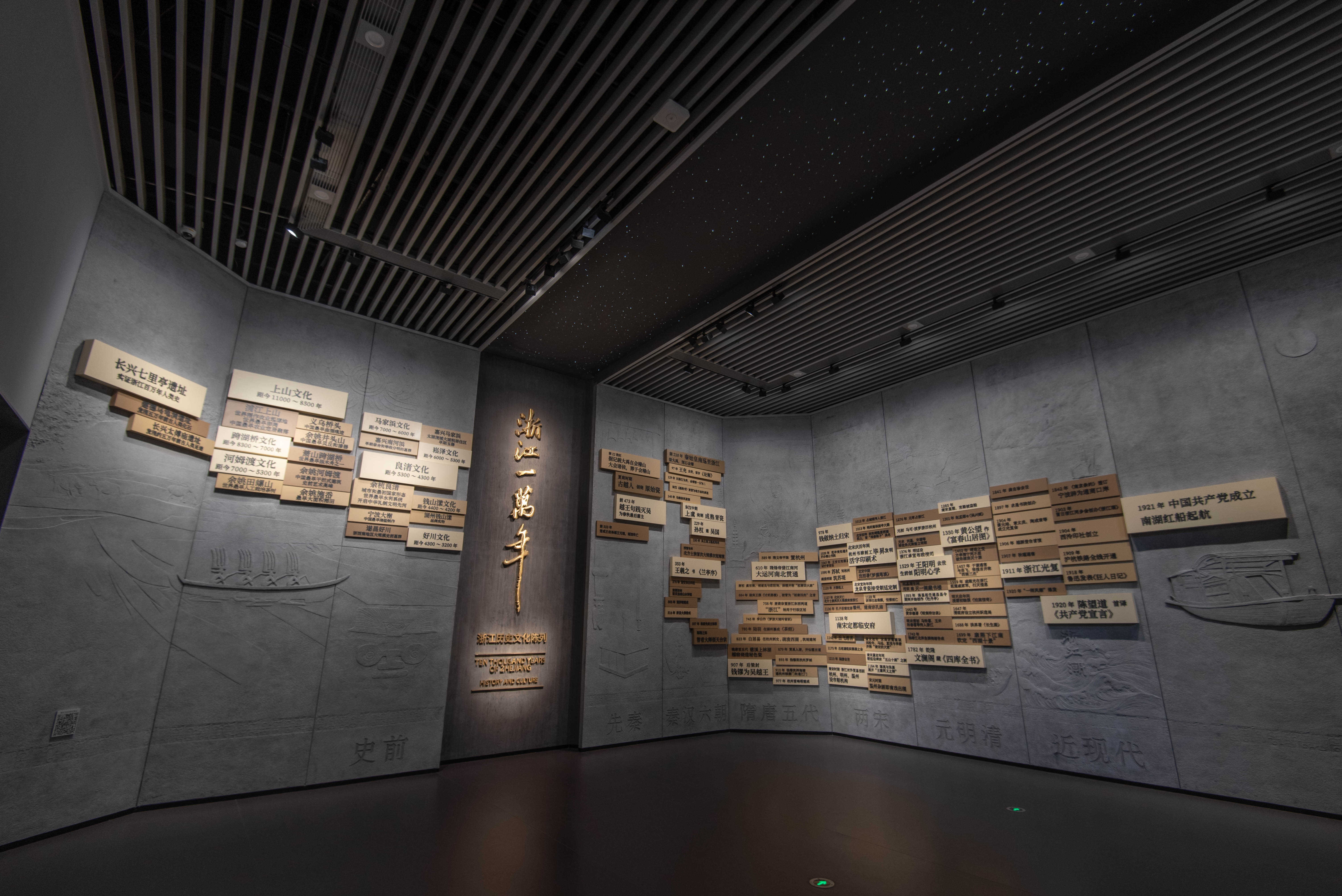
序厅
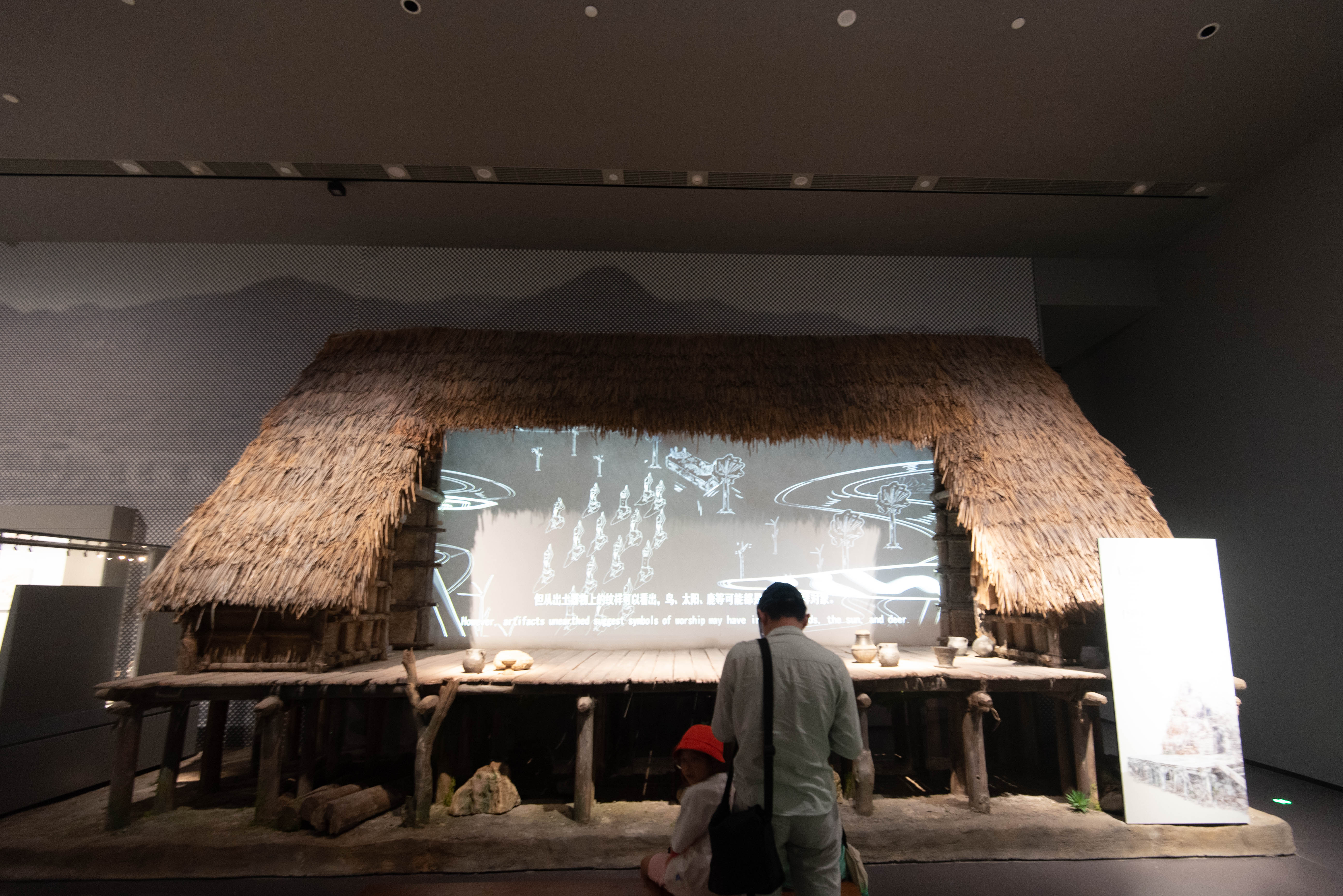
河姆渡干栏式建筑模型
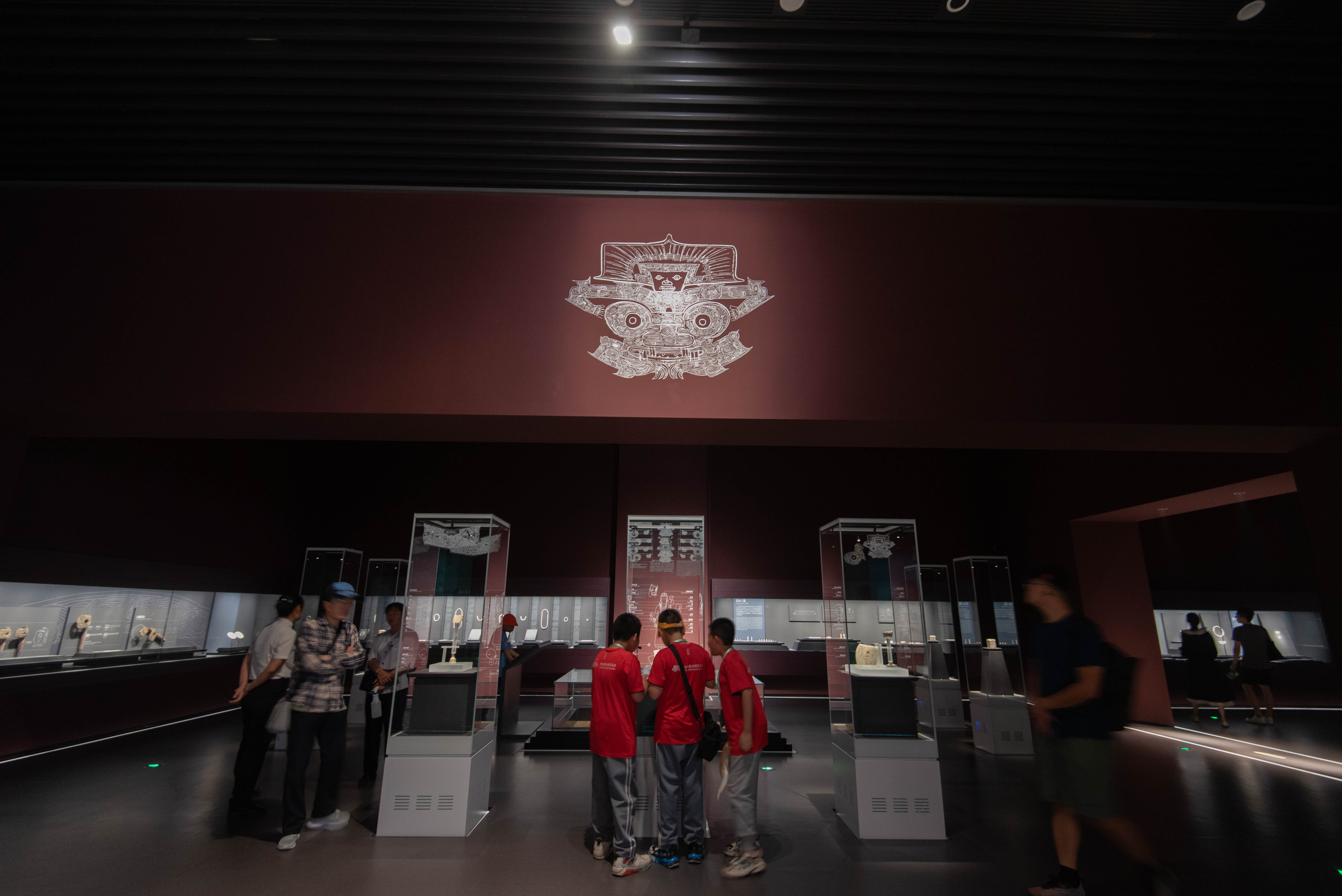
良渚反山大墓展区
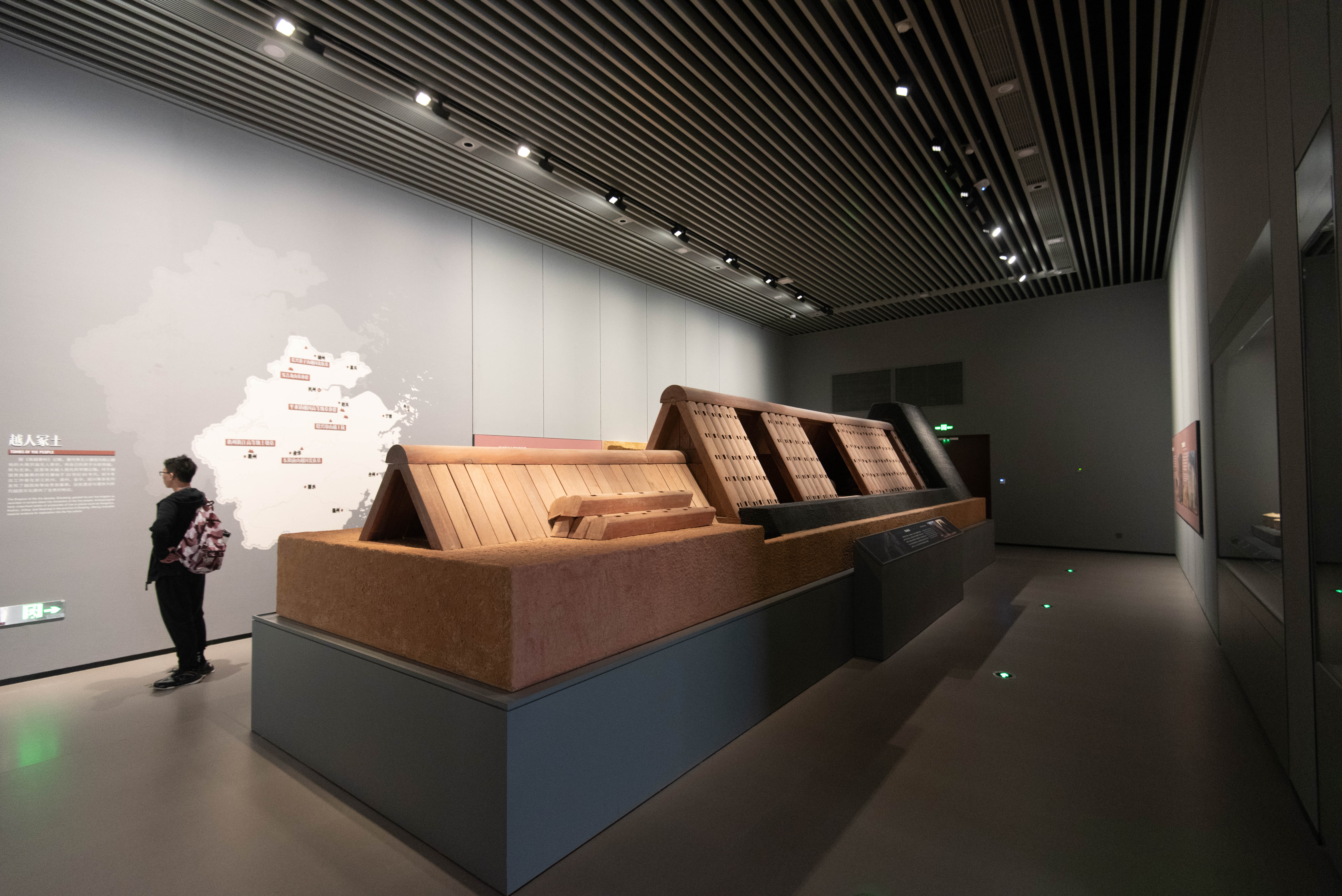
印山越国王陵模型
越窑展区
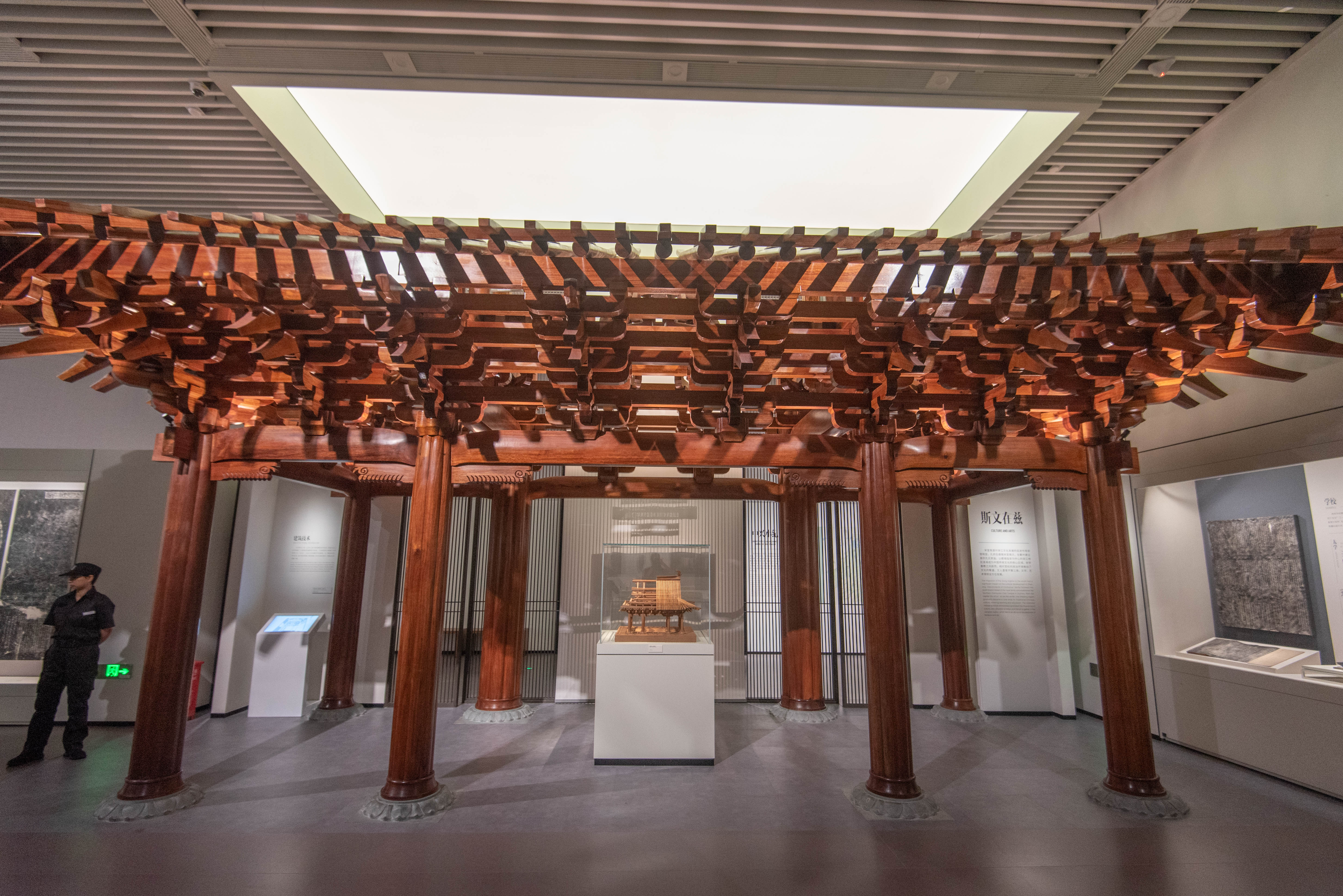
保国寺宋代建筑模型
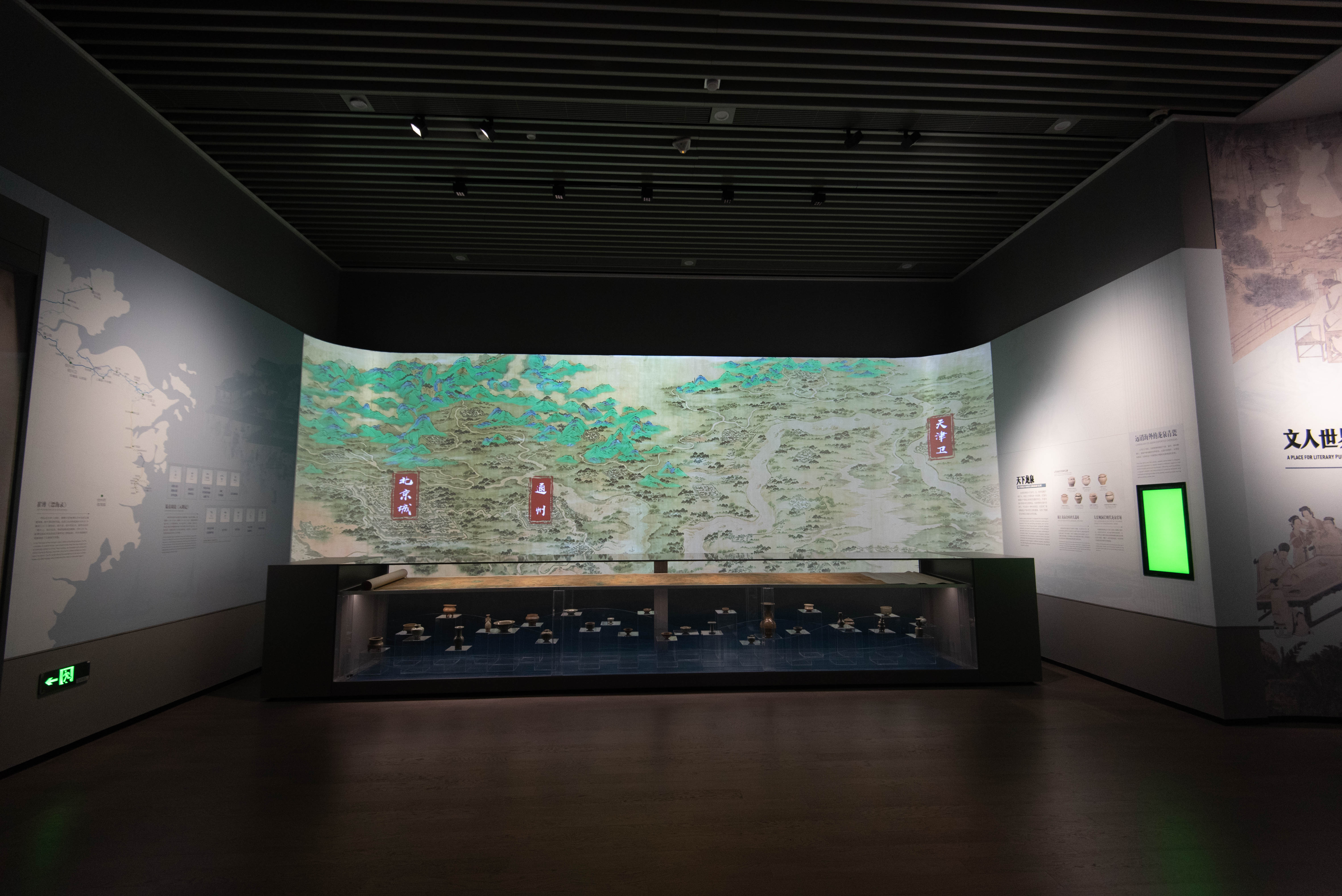
京杭运河展示区
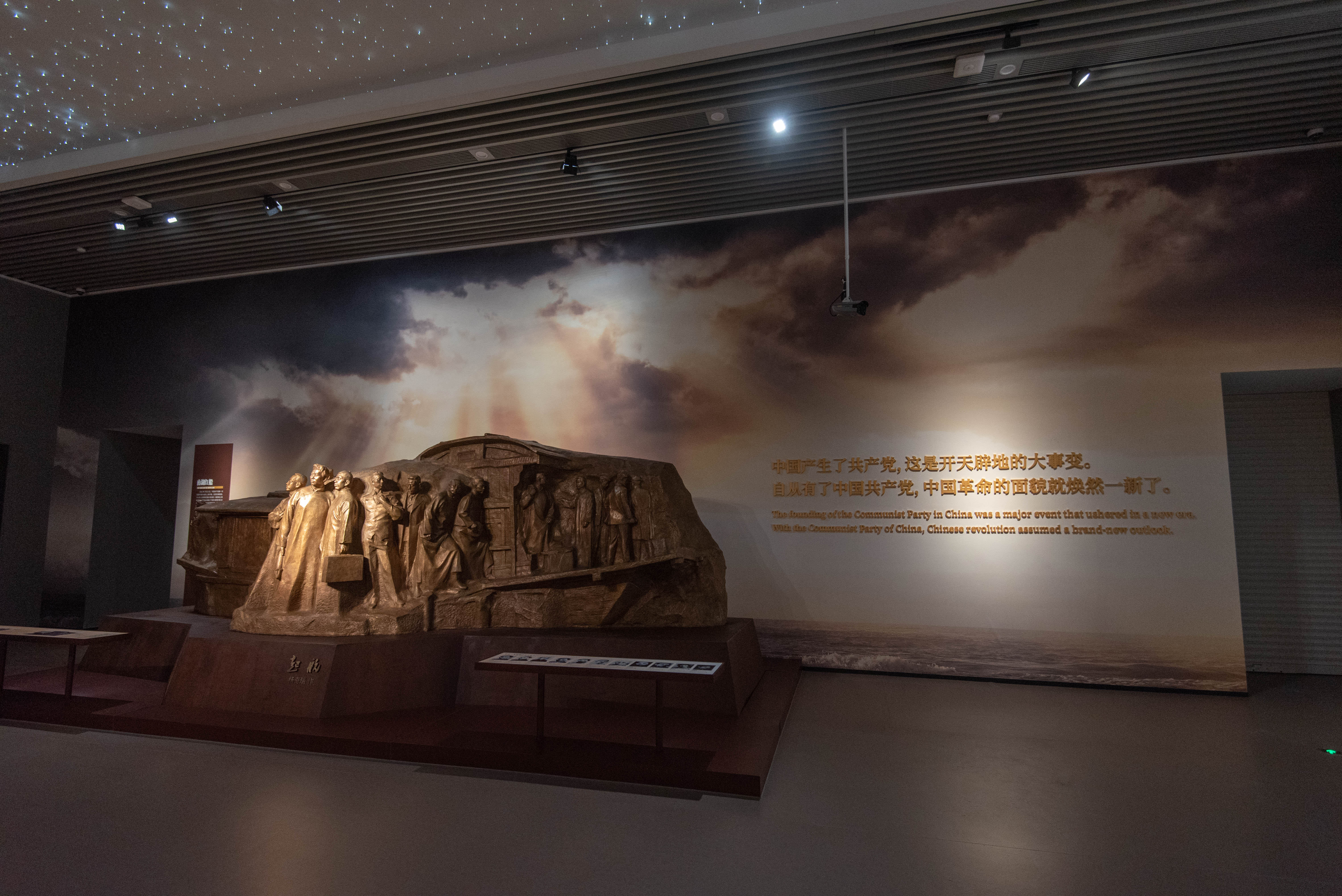
尾厅（南湖红船）

#### 向东是大海——浙江海洋文化陈列
该展览位于之江馆区三层，展示面积约1000平方米，展示浙江人从史前到明清与海洋的关系，包括海洋渔业、海塘修建、航海贸易和文化传播历史。

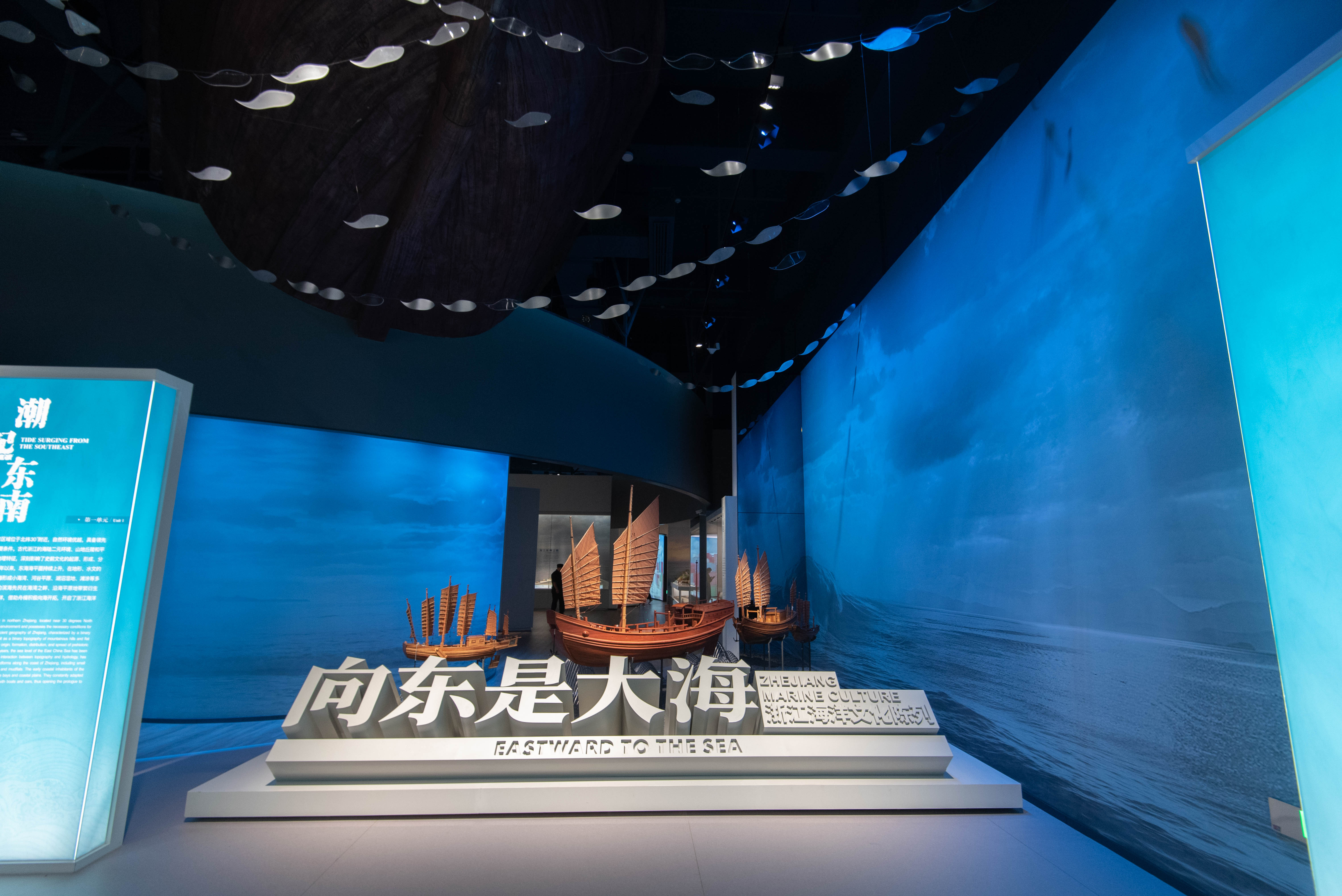
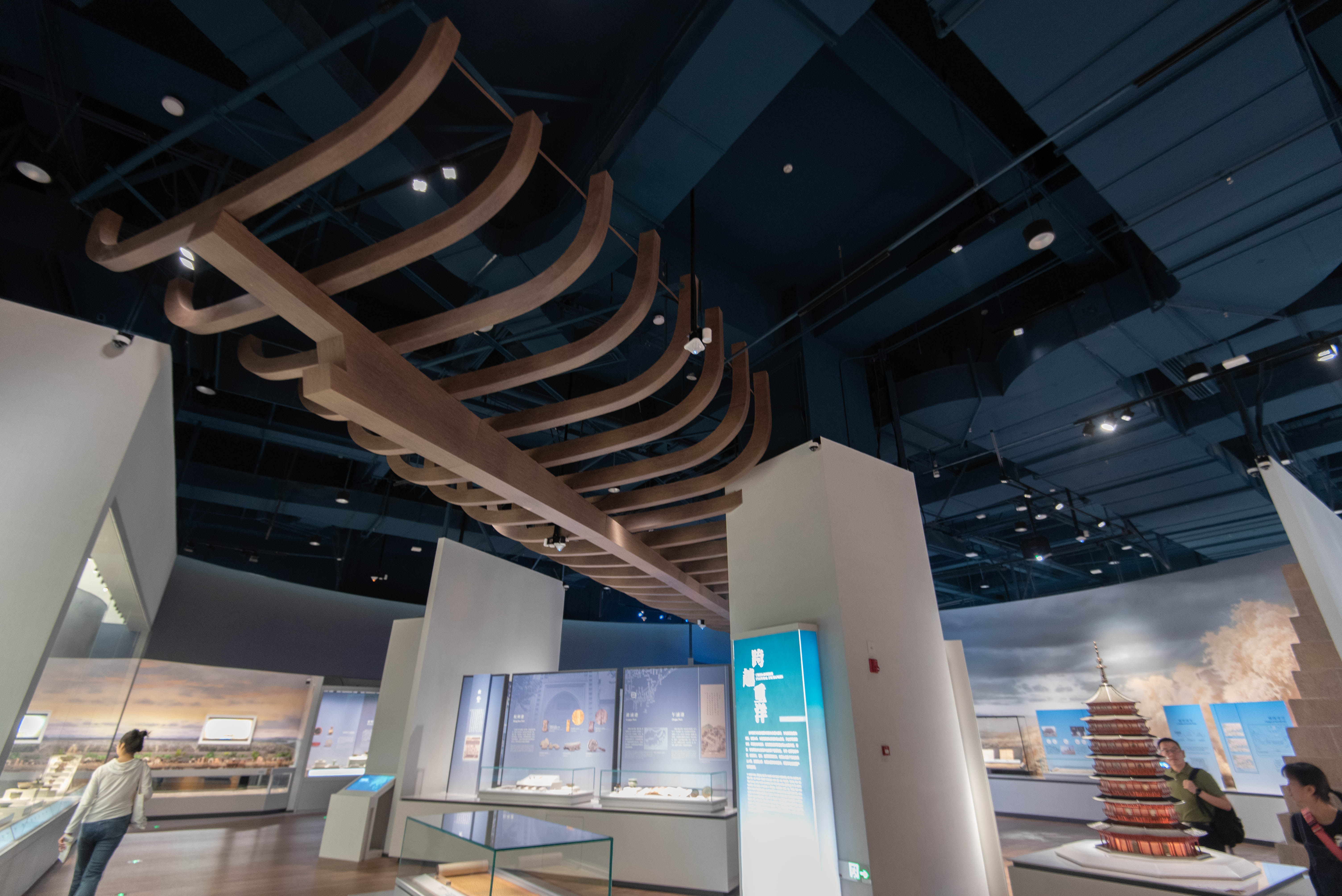
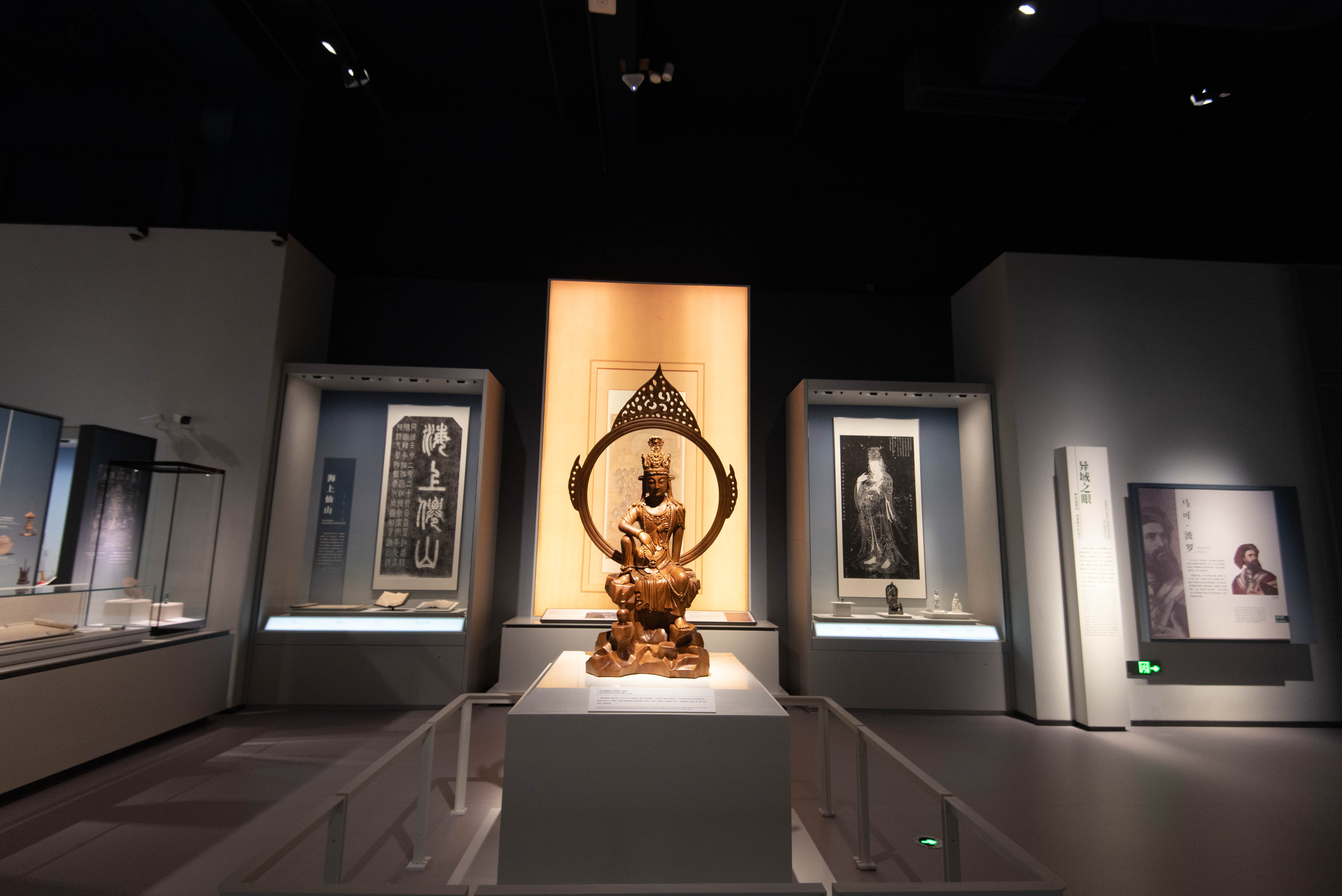

#### 江南秘色——浙江青瓷文化陈列
该展览位于之江馆区三层。浙江为青瓷原产地，也是中国主要青瓷产区。该展览展示浙江地区的名窑名瓷及其发展历程和工艺特色。

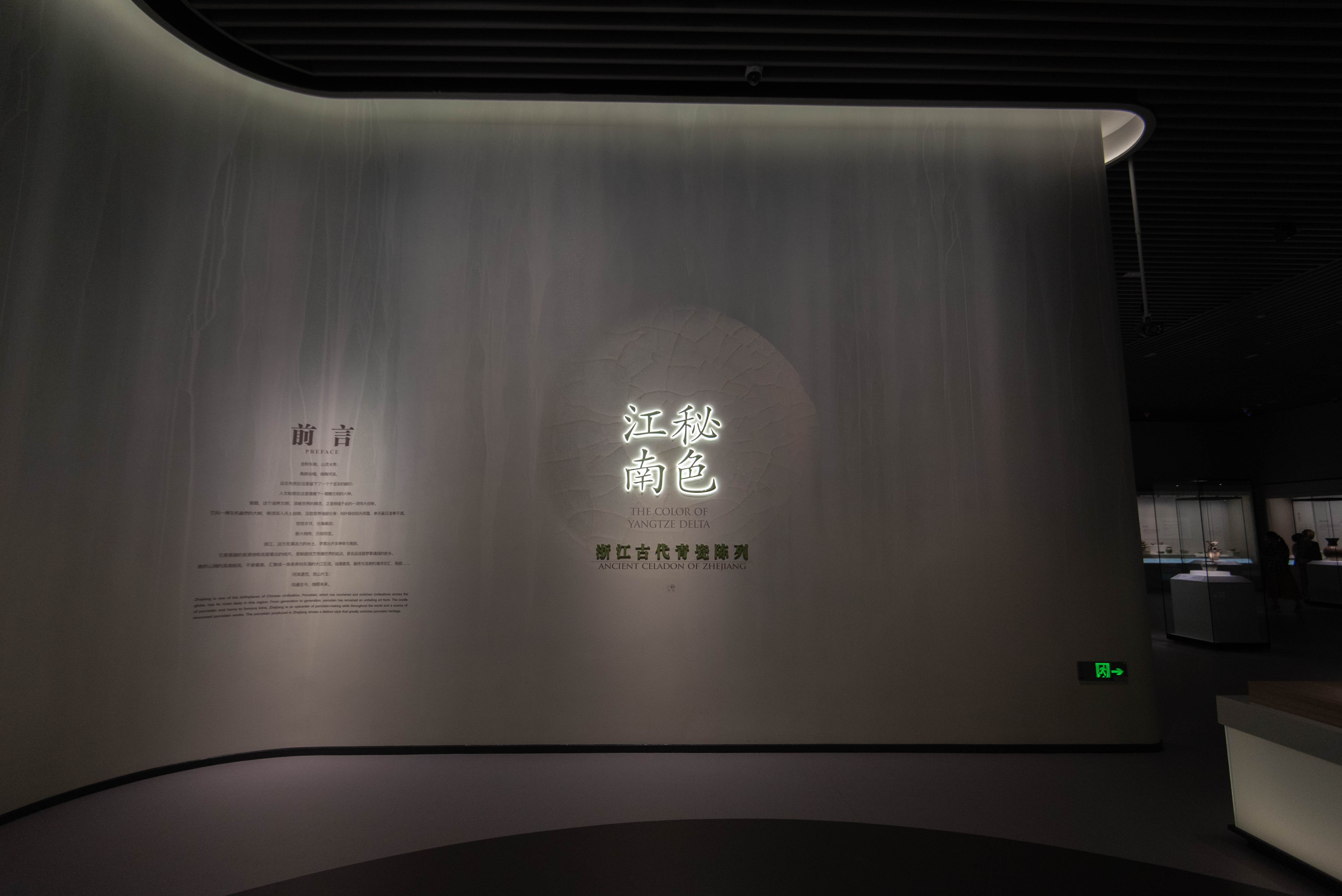
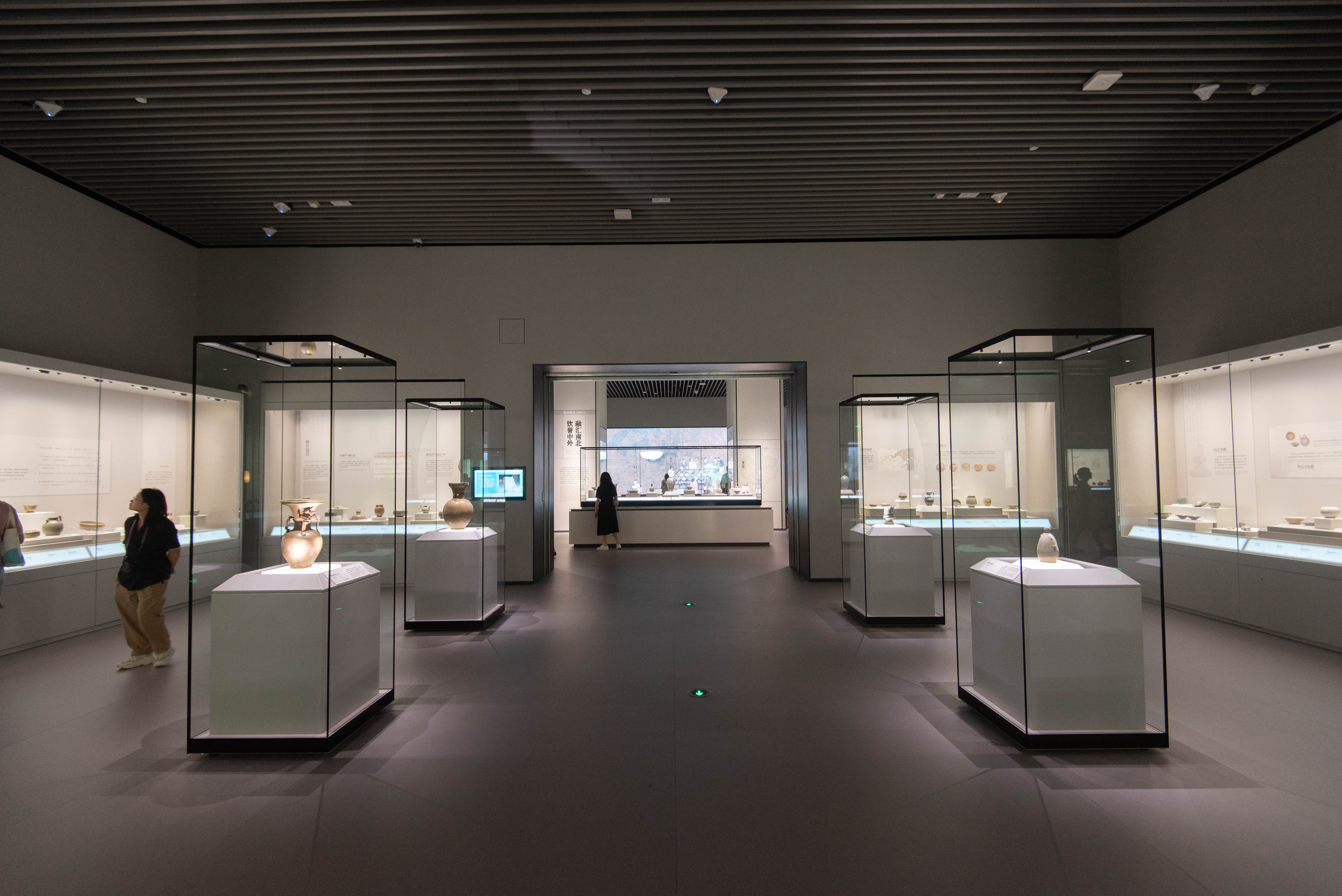
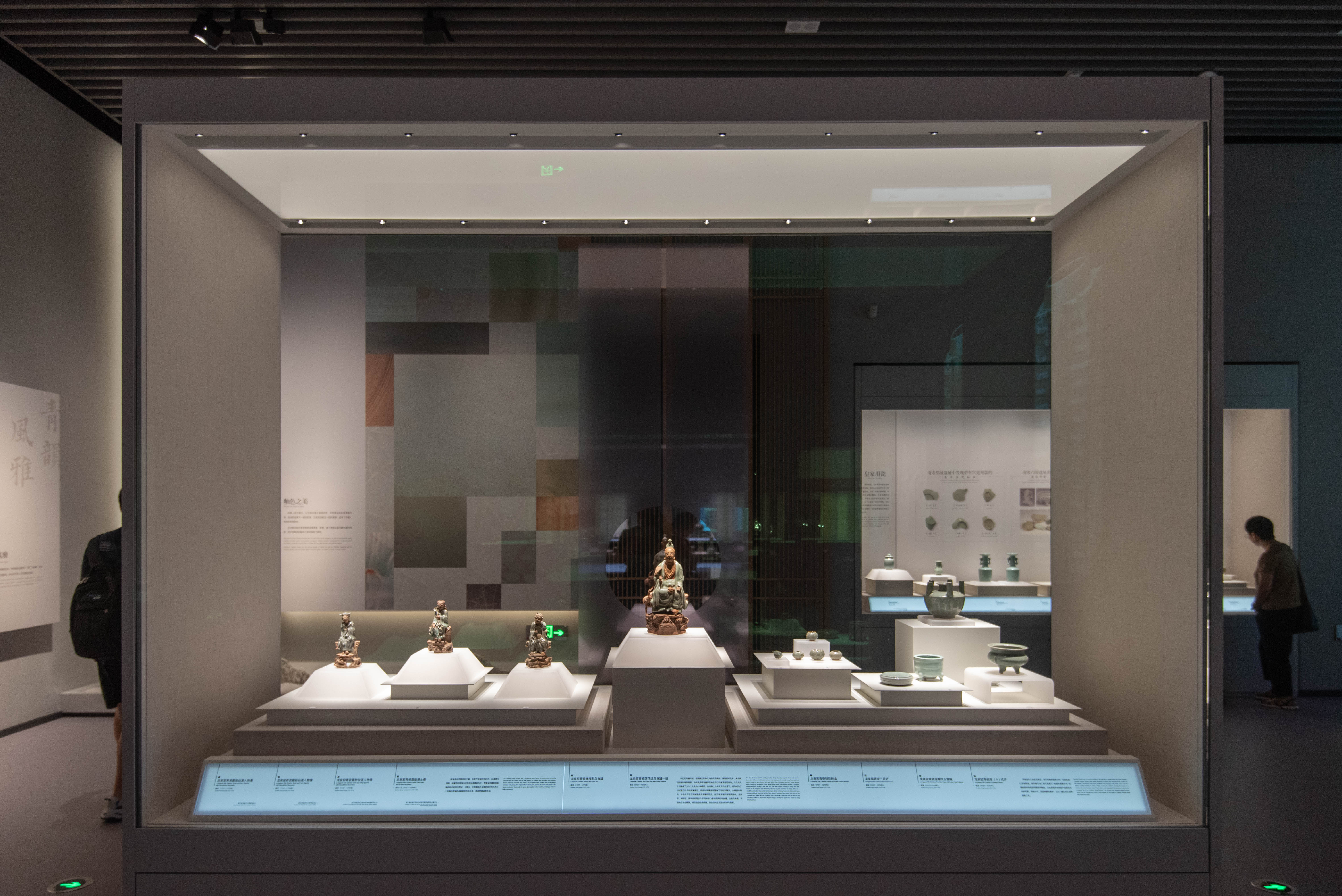

#### 宋·韵
该展览位于之江馆区三层，展示宋代的文官政治、士大夫的精神世界和丰富多元的平民生活。

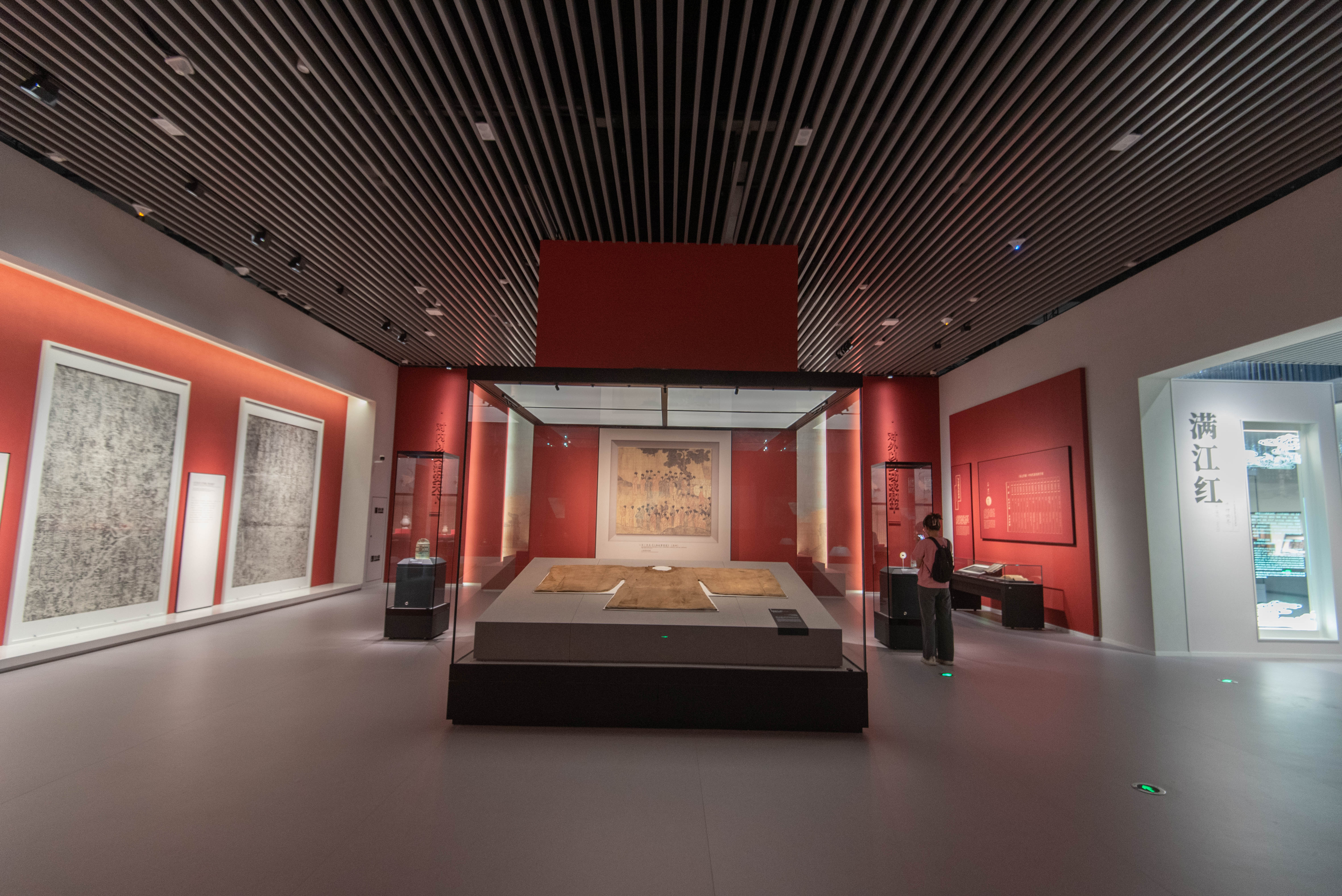
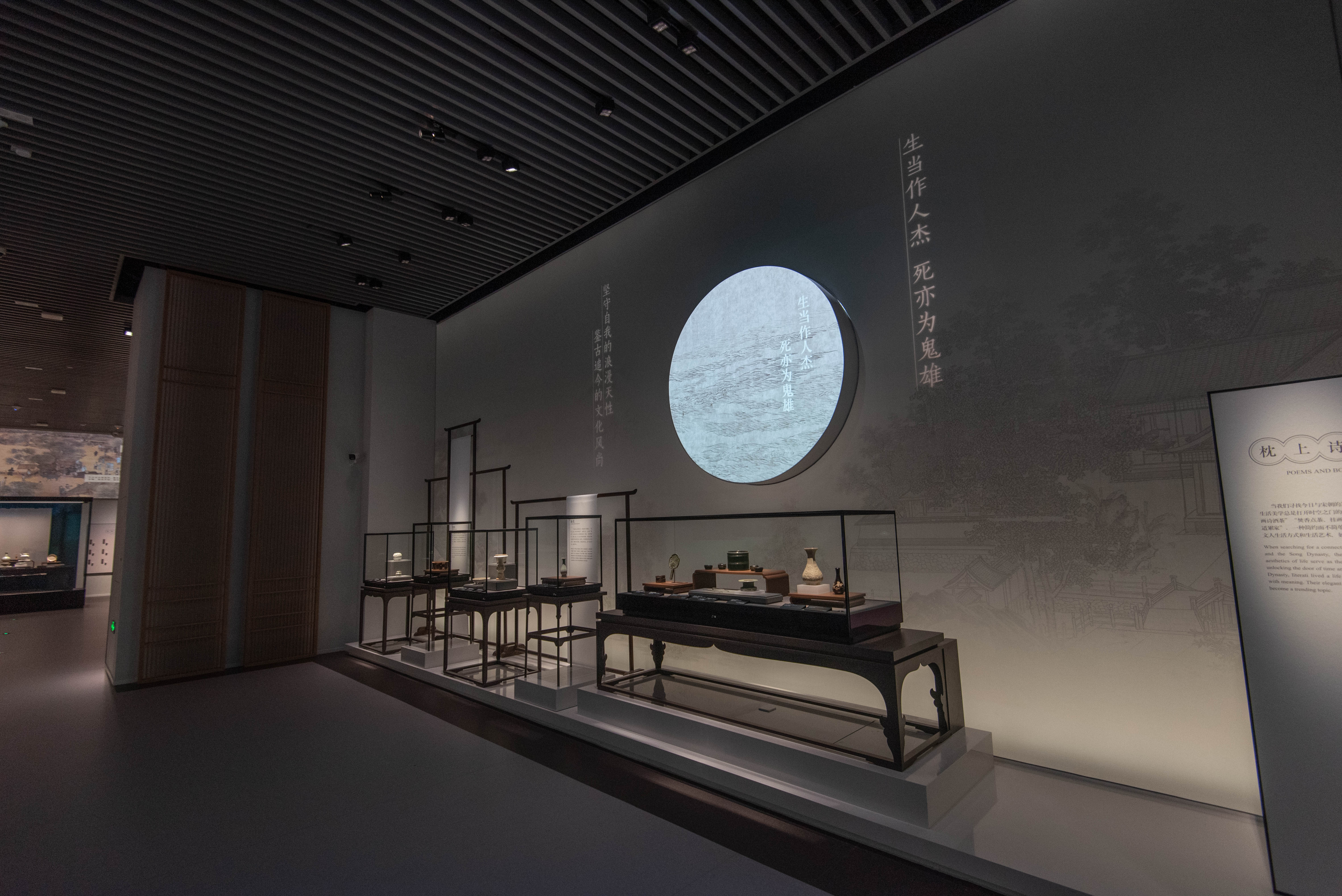

#### 保境安民话钱镠——浙江名人文化系列展
该展览位于之江馆区三层，展示吴越政权创立者钱鏐为吴越经济和文化的贡献以及钱氏后裔为中华文明的延续做出的贡献。

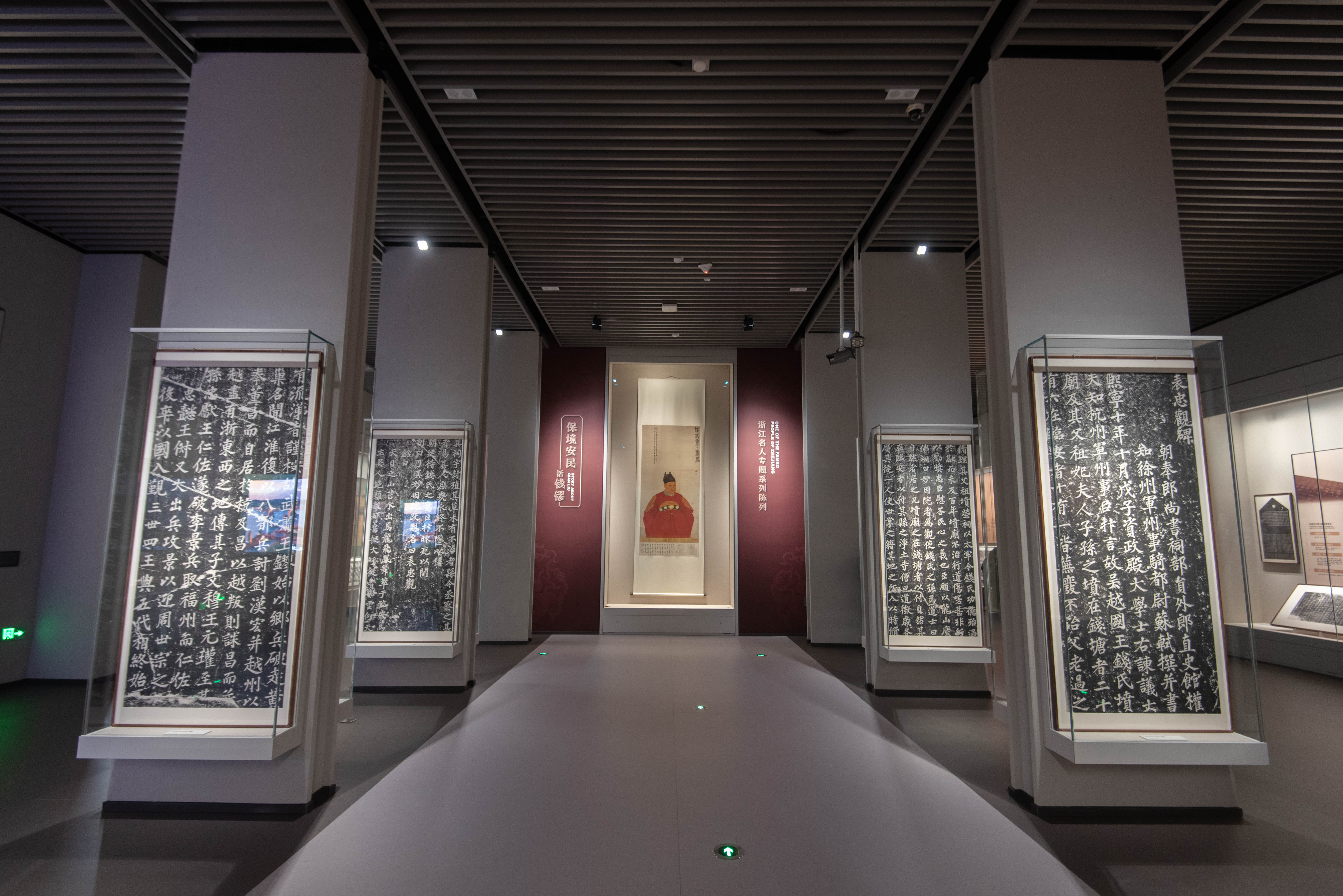
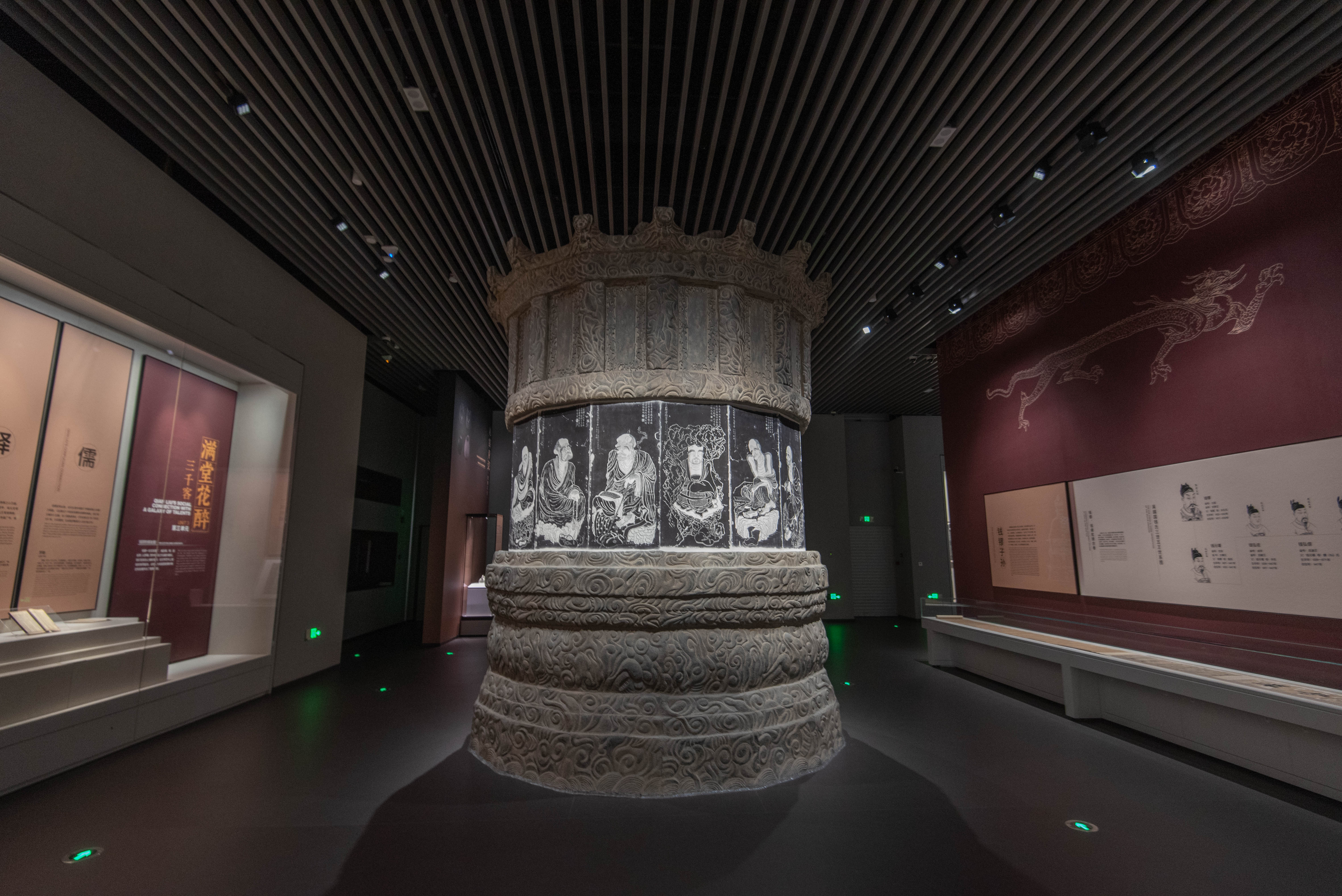

#### 太古之音——古琴与中国人的音韵世界
该展览位于之江馆区四层，展示古琴的历史、制作与演奏，并展示馆藏古琴。

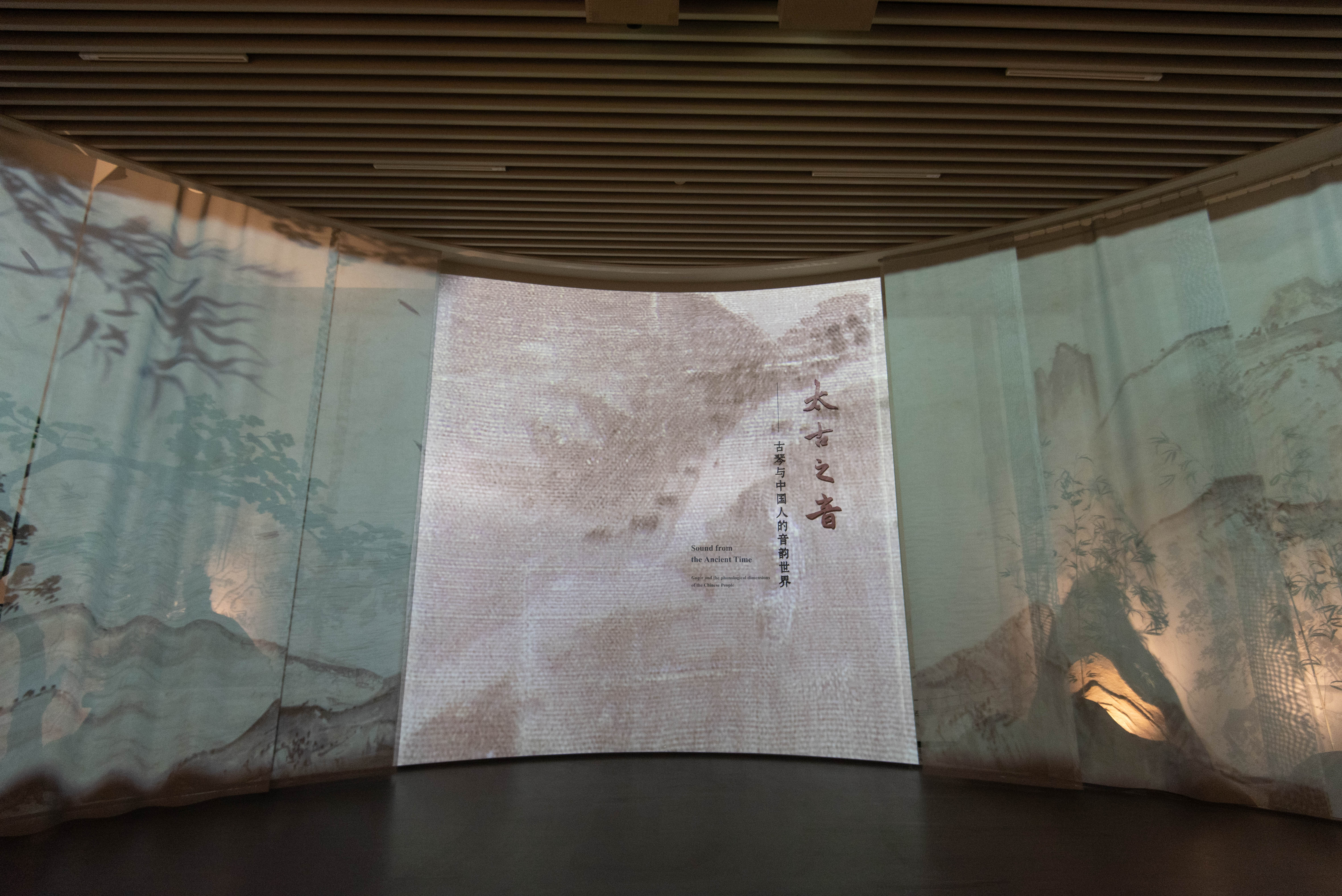
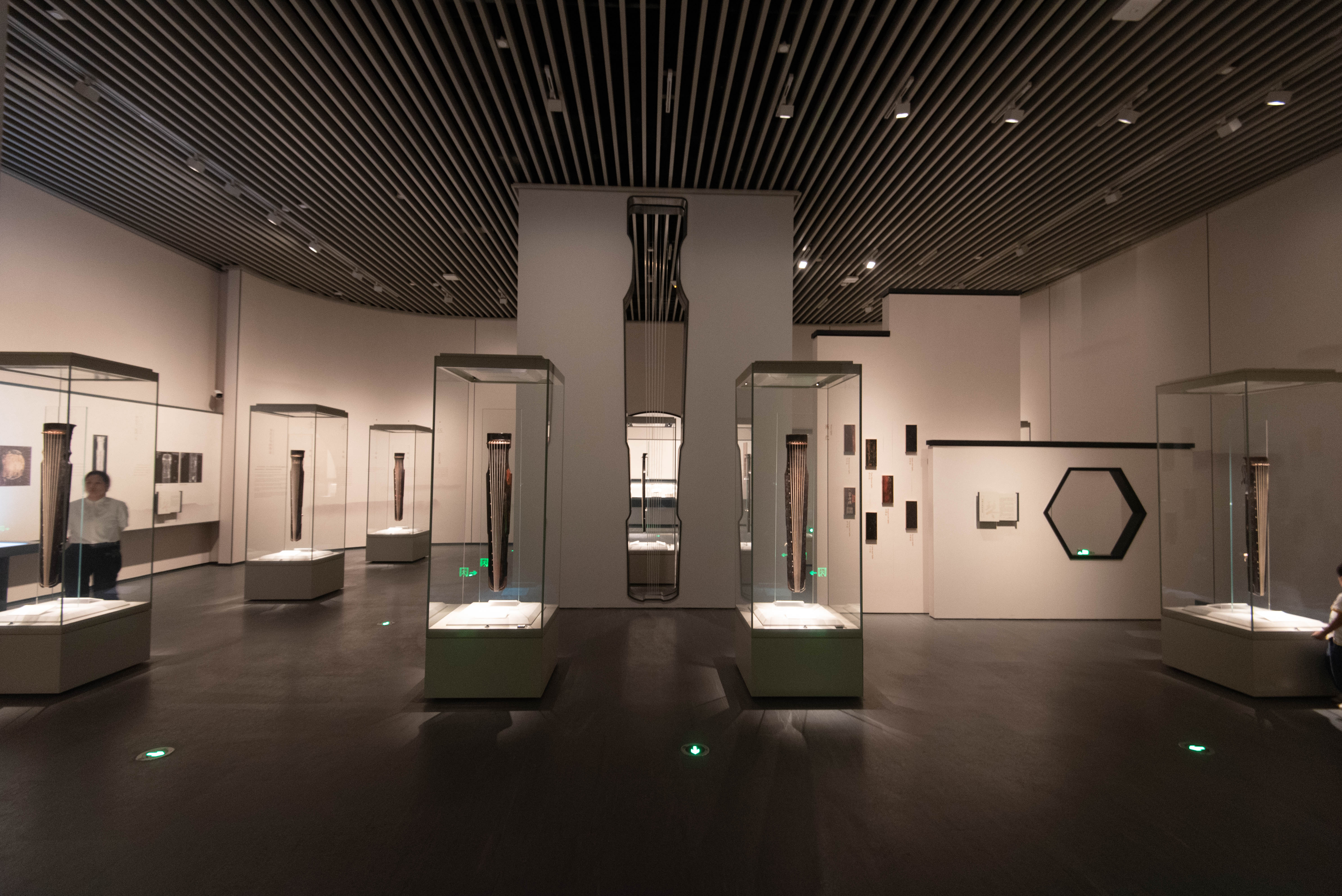

#### 山水之间——富春山居图人文数字展
该展览位于之江馆区四层，通过数字化的方式展示富春山居图及作者黄公望的生平。《富春山居图》（剩山图）原件也将在本馆定期展示。

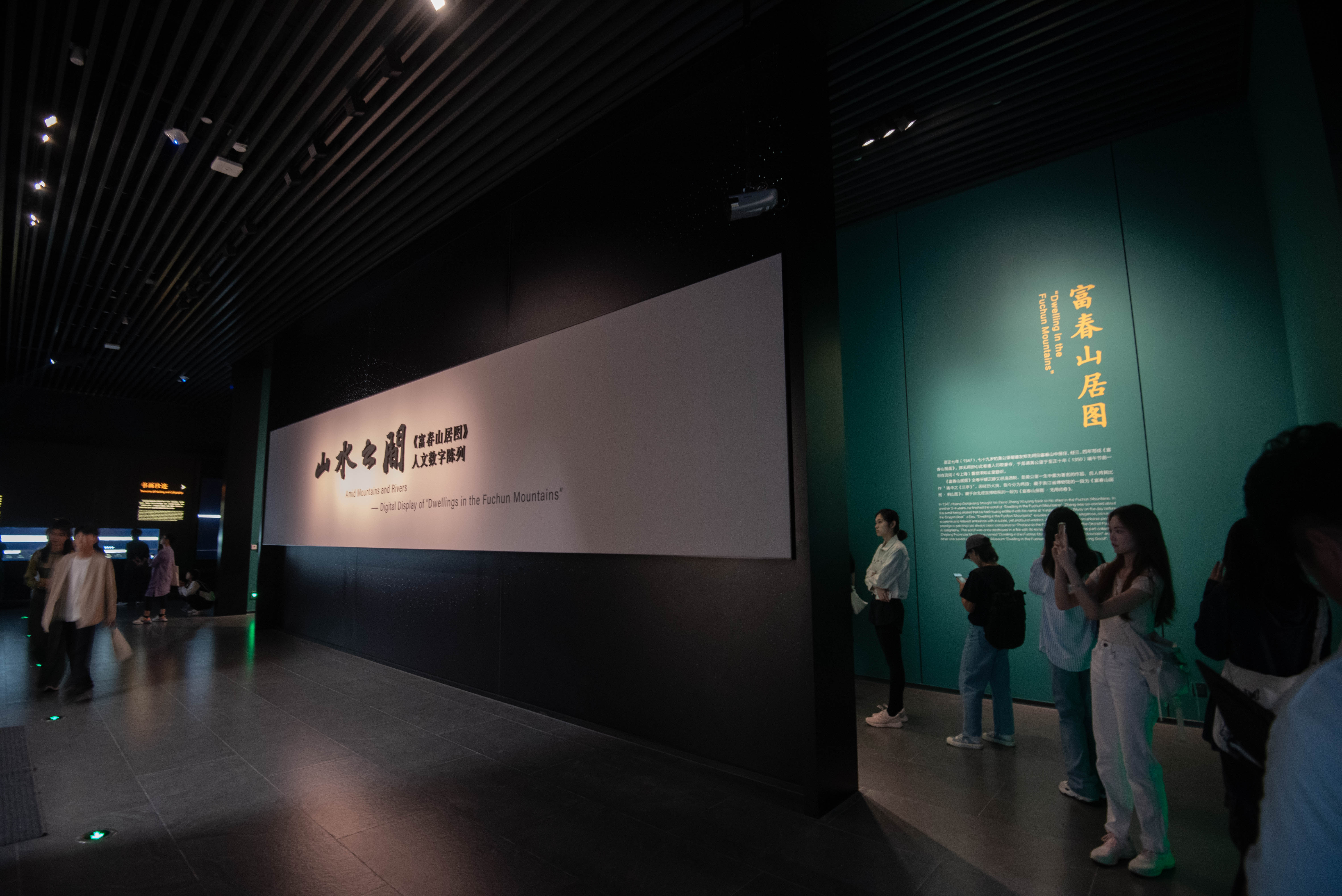

#### 伊人红妆——宁绍平原的传统婚俗与嫁妆
该展览位于之江馆区三层，展示清代中叶至民国期间宁绍地区的民间婚嫁习俗。

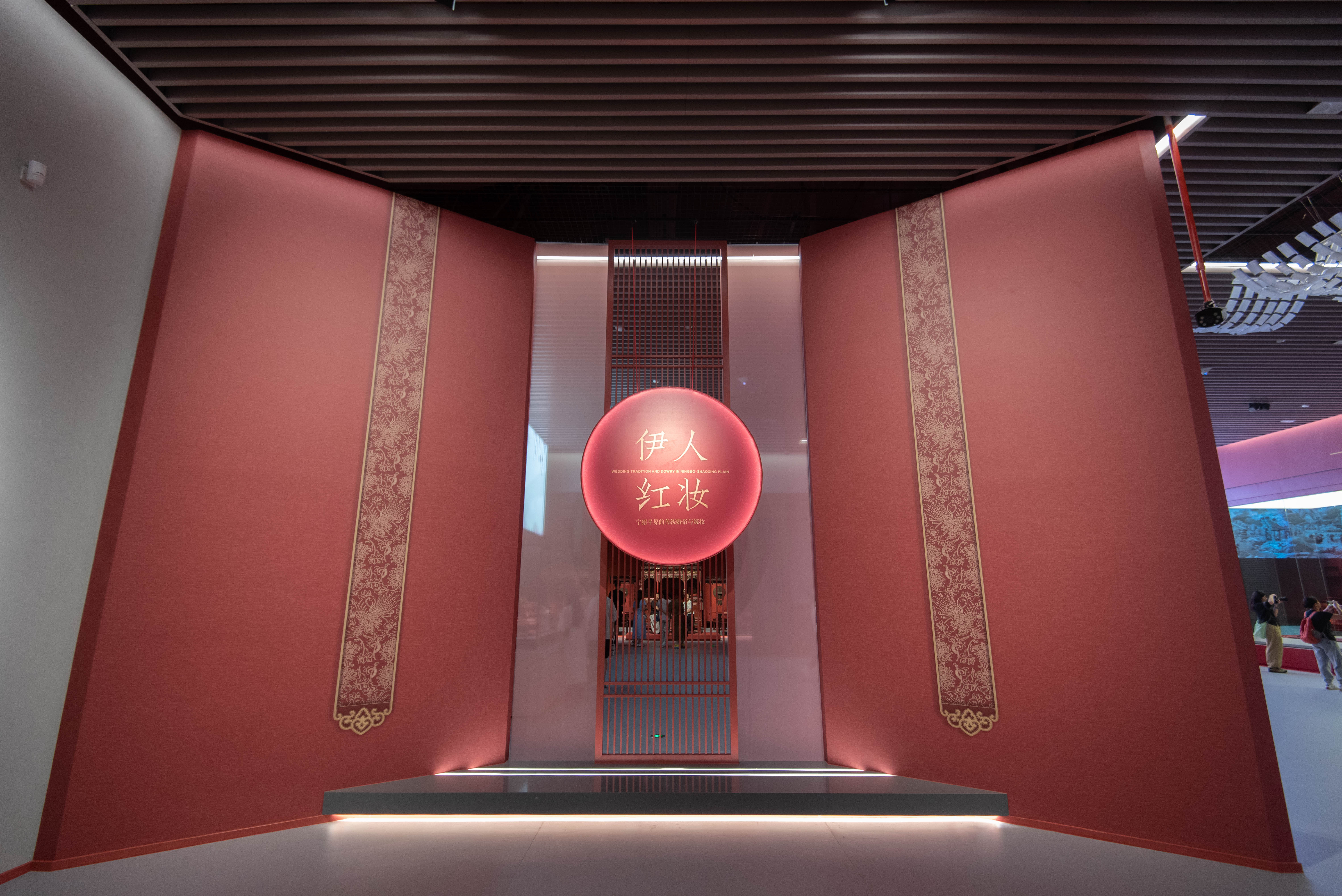
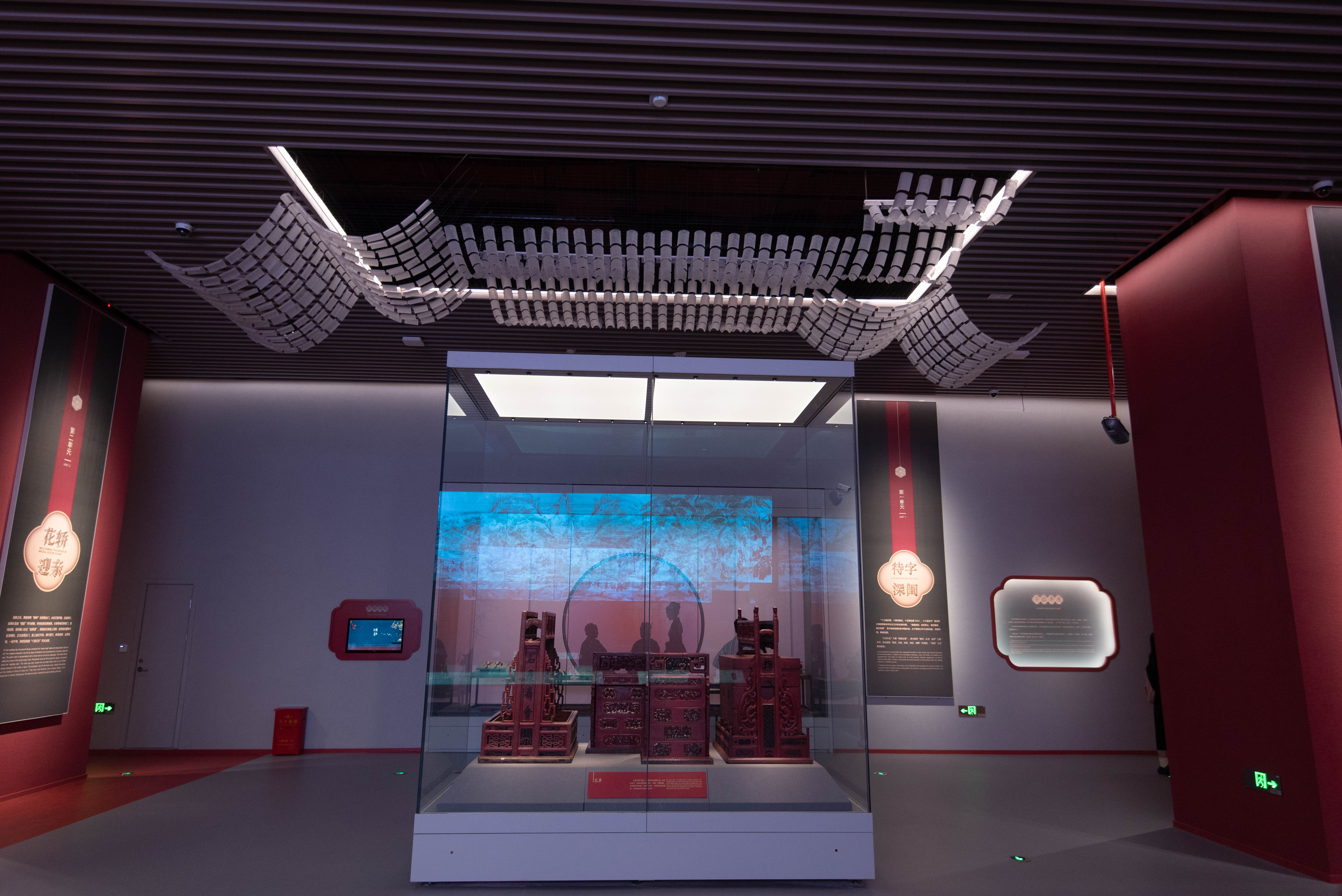
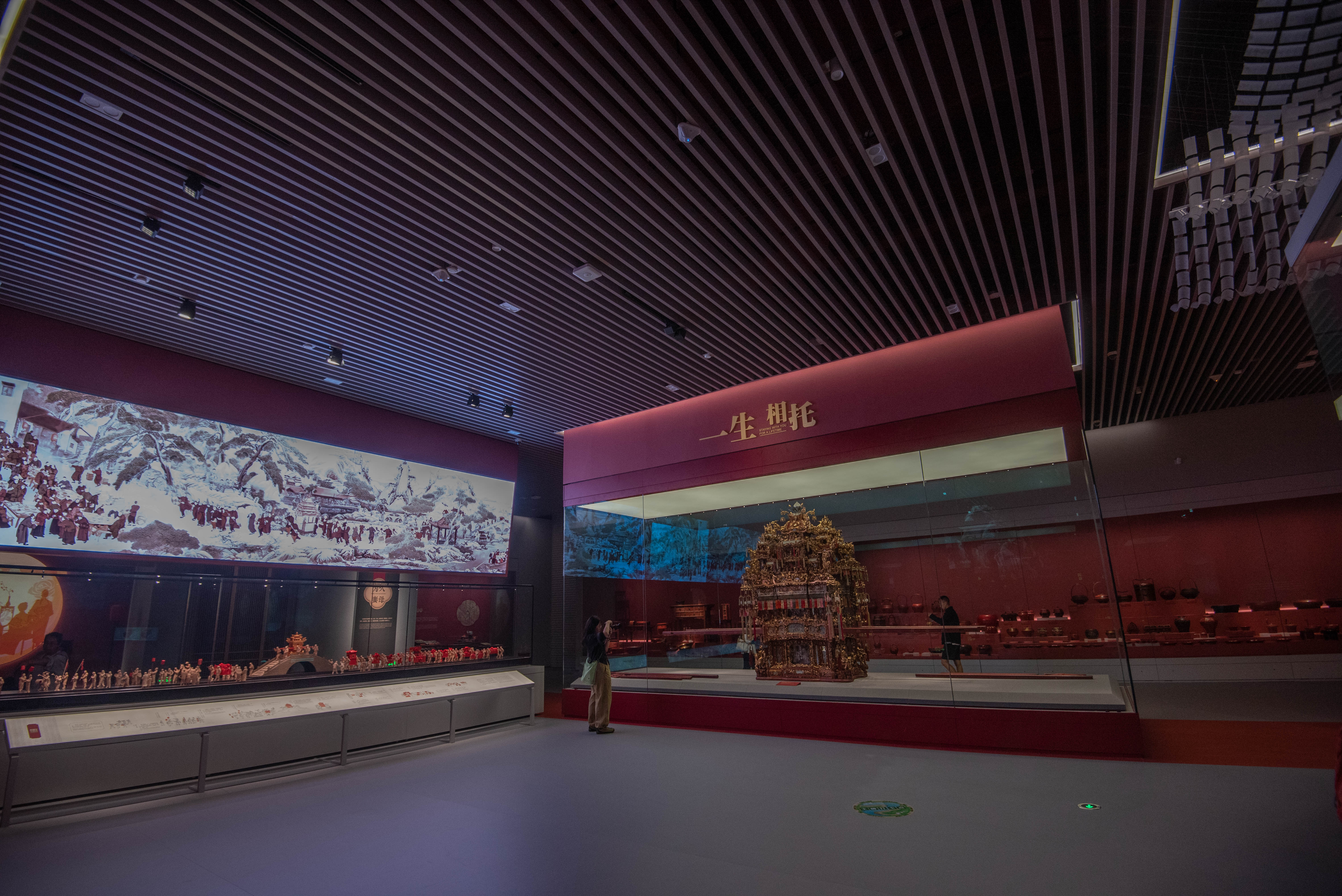

#### 丽人行——中国古代女性图像数字体验展
该展览位于之江馆区三层，通过艺术装置、沉浸式美术影片等技术手段展示先秦至明清中国女性的形象。

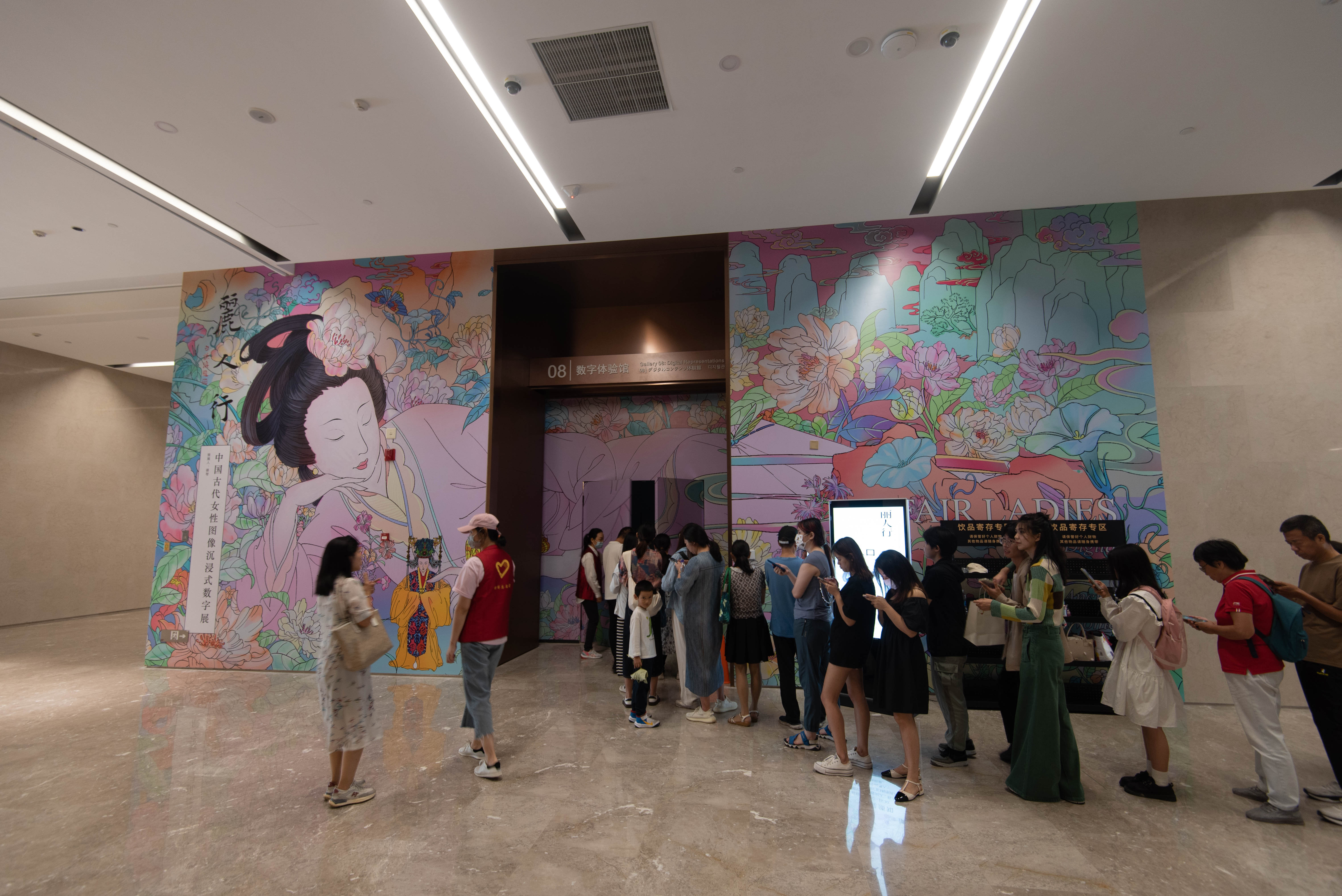

#### 昆山片玉——中国古代陶瓷陈列
该展览位于孤山馆区主楼陶瓷馆，展示面积达到1200多平方米，展出陶瓷文物近400件。展览分为“源头活水、一枝独秀”，“名窑辈出、枝繁叶茂”和“春风化雨、异彩纷呈”三个单元，生动展示浙江古代陶瓷的工艺成就和对世界文明作出的巨大贡献。

### 十大精品陈列评选
| 届次   | 年份        | 展览名称                         | 展陈单位     | 奖项           | 在线展览               |
| ------ | ----------- | -------------------------------- | ------------ | -------------- | ---------------------- |
| 第二届 | 1998年      | 龙泉窑精品特展                   | 浙江省博物馆 | 提名奖         |                        |
| 第四届 | 2000年      | 浙江七千年                       | 浙江省博物馆 | 精品奖         |                        |
| 第四届 | 2000年      | 浙江七千年                       | 浙江省博物馆 | 最受观众欢迎奖 |                        |
| 第九届 | 2009-2010年 | 越地长歌——浙江历史文化陈列       | 浙江省博物馆 | 精品奖         | （页面存档备份，存于） |
| 第十届 | 2012年      | 惠世天工——中国古代发明创造文物展 | 浙江省博物馆 | 精品奖         |                        |

## 主要馆藏
浙江省博物馆是浙江省内规模最大的综合性博物馆，收藏有十万余件文物。其中的精华包括：河姆渡文化的陶器、漆器、木器和象牙制品，良渚文化的玉器和丝织品，越王剑，越窑、龙泉窑、南宋官窑等青瓷，会稽镜和湖州镜，吴昌硕、黄宾虹、沙孟海等著名书画家的作品等精华，还有元朝画家黄公望的富春山居图。

### 禁止出国（境）展览文物
2002年1月18日，国家文物局印发《首批禁止出国（境）展览文物目录》（共64件），其中浙江省博物馆有3件文物入选（包括浙江省文物考古研究所的良渚出土玉琮王）；2013年8月19日公布《第三批禁止出境展览文物目录》，其中浙江省博物馆有2件文物入选。名单如下：
| 名称                                     | 時代       | 入选批次 | 出土地點     | 出土時間 | 现藏                 | 图片 |
| ---------------------------------------- | ---------- | -------- | ------------ | -------- | -------------------- | ---- |
| 河姆渡出土朱漆碗                         | 新石器时代 | 第一批   | 浙江省余姚市 | 1977年   | 浙江省博物馆         |      |
| 河姆渡出土陶灶                           | 新石器时代 | 第一批   | 浙江省余姚市 | 1977年   | 浙江省博物馆         |      |
| 良渚出土玉琮王                           | 新石器时代 | 第一批   | 浙江省余杭县 | 1986年   | 浙江省文物考古研究所 |      |
| 新石器时代良渚文化神人兽面纹玉钺         | 新石器时代 | 第三批   | 浙江省余杭县 | 1986年   | 浙江省博物馆         |      |
| 新石器时代河姆渡文化双鸟朝阳纹象牙雕刻器 | 新石器时代 | 第三批   | 浙江省余姚市 | 1977年   | 浙江省博物馆         |      |

### 十大镇馆之宝
2009年6月，浙江省博物馆推出“浙江省博物馆建馆80周年‘十大镇馆之宝’”评选活动，活动为期一个月，根据观众投票情况，结合专家意见，评选结果如下：
- 战国·越王者旨於睗剑
- 民国·万工轿
- 五代·吴越鎏金银阿育王塔
- 良渚文化·玉琮
- 唐·“彩凤鸣岐”七弦琴
- 元·黄公望“富春山居图（剩山圖）”
- 春秋·伎乐铜屋
- 河姆渡文化·双鸟朝阳纹牙雕
- 元·龙泉窑舟形砚滴
- 北宋·彩塑泥菩萨立像

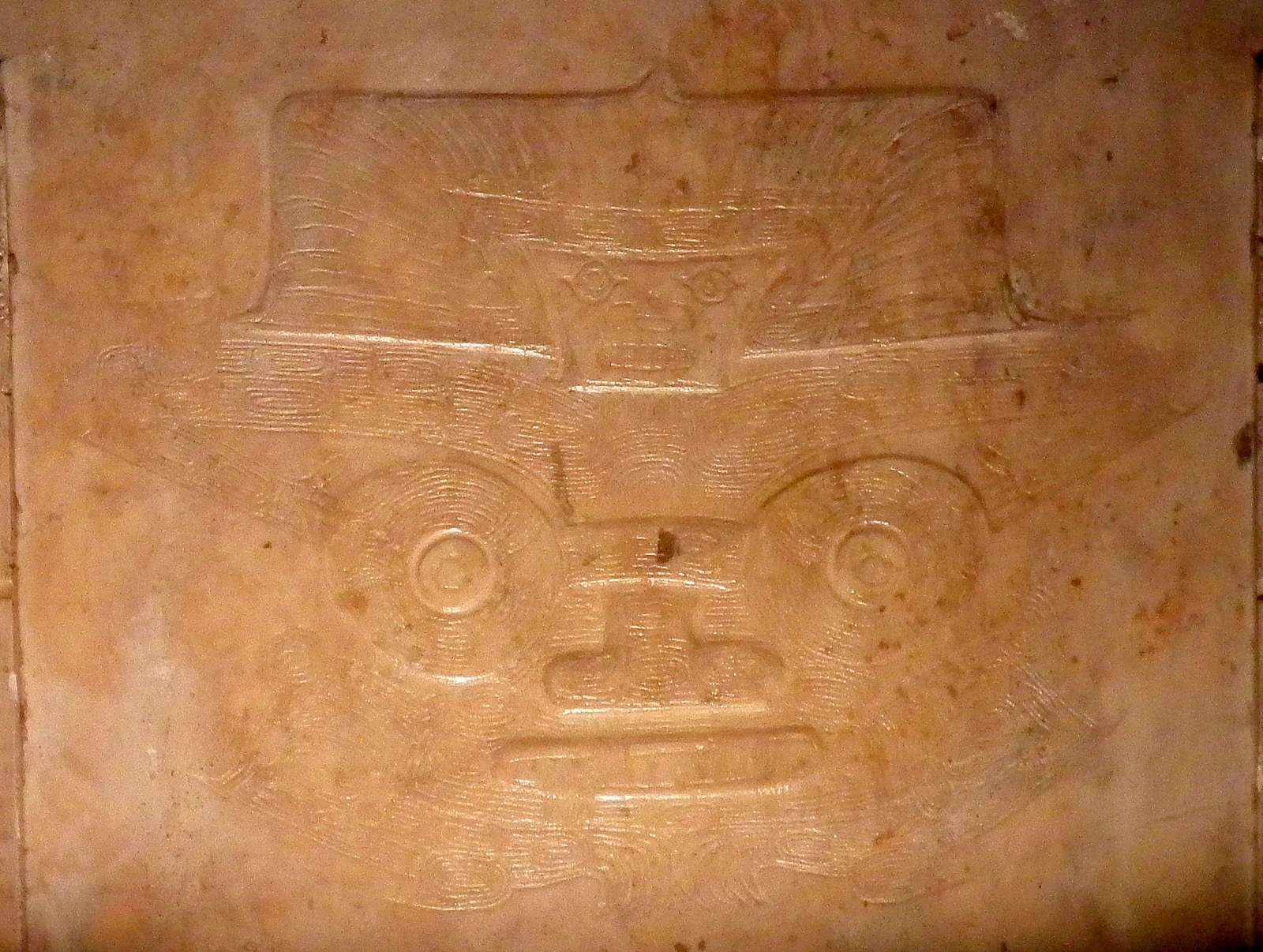
良渚文化·玉琮（局部纹饰）
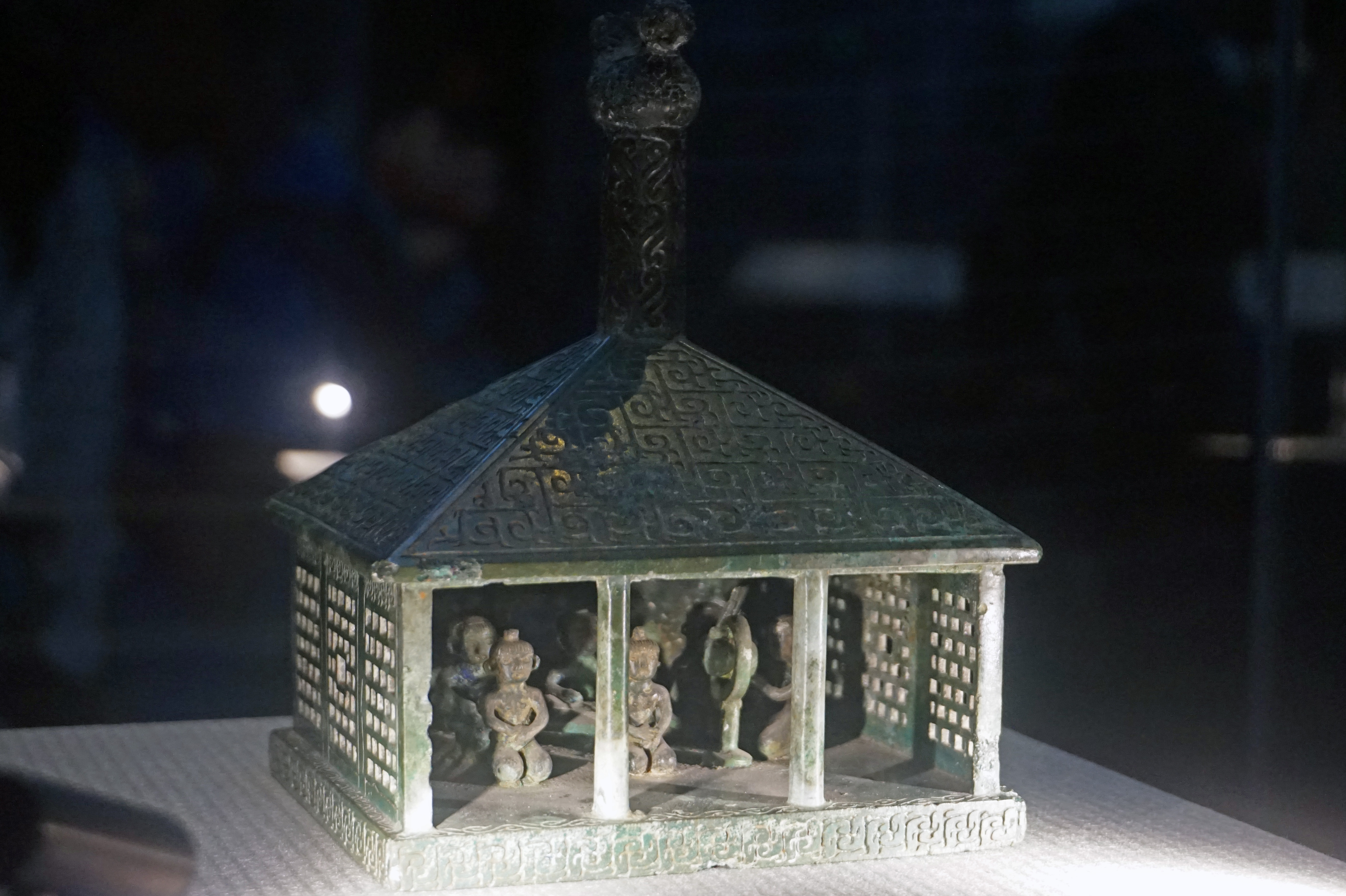
春秋·伎乐铜屋
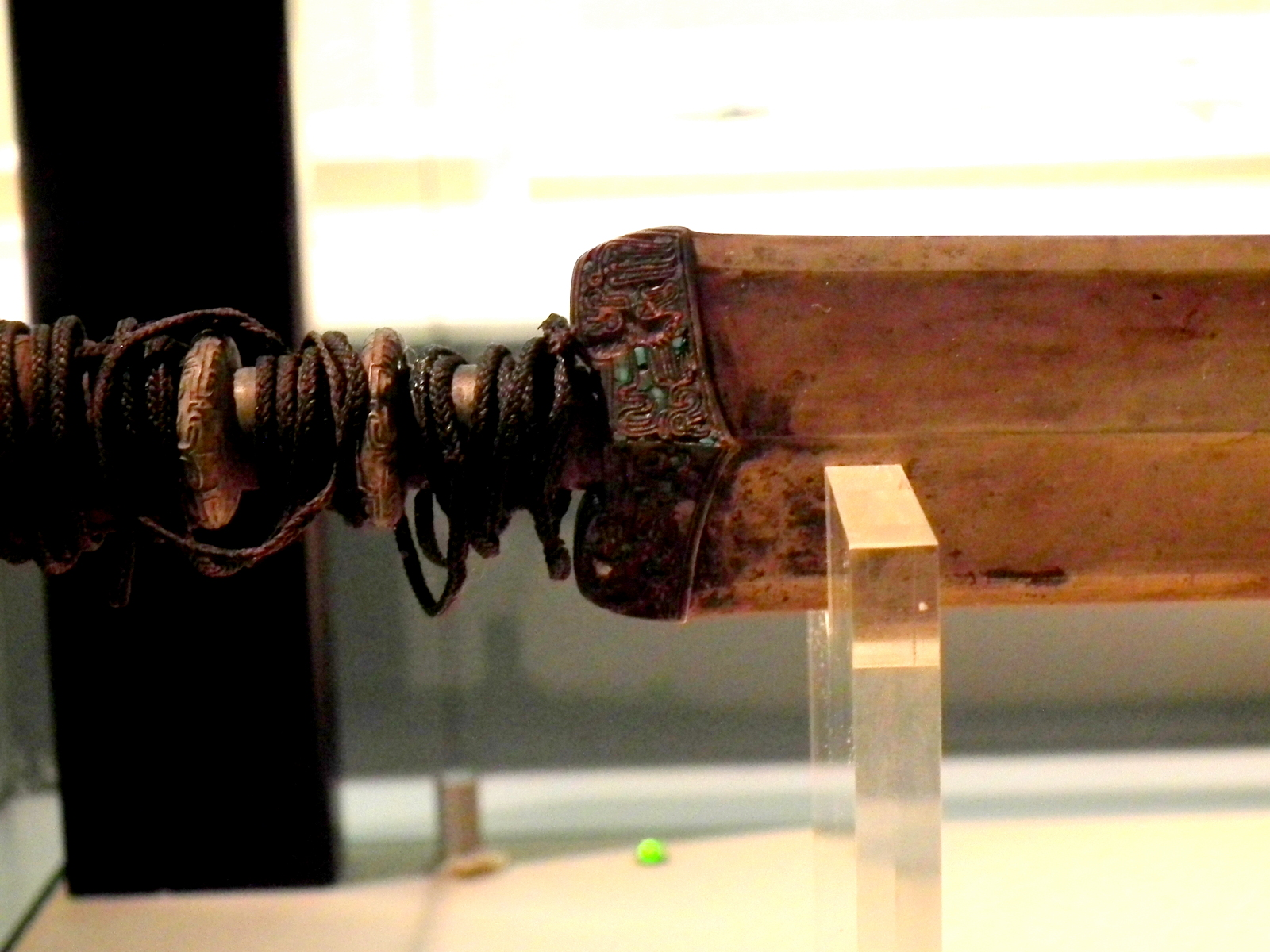
战国·越王者旨於睗剑
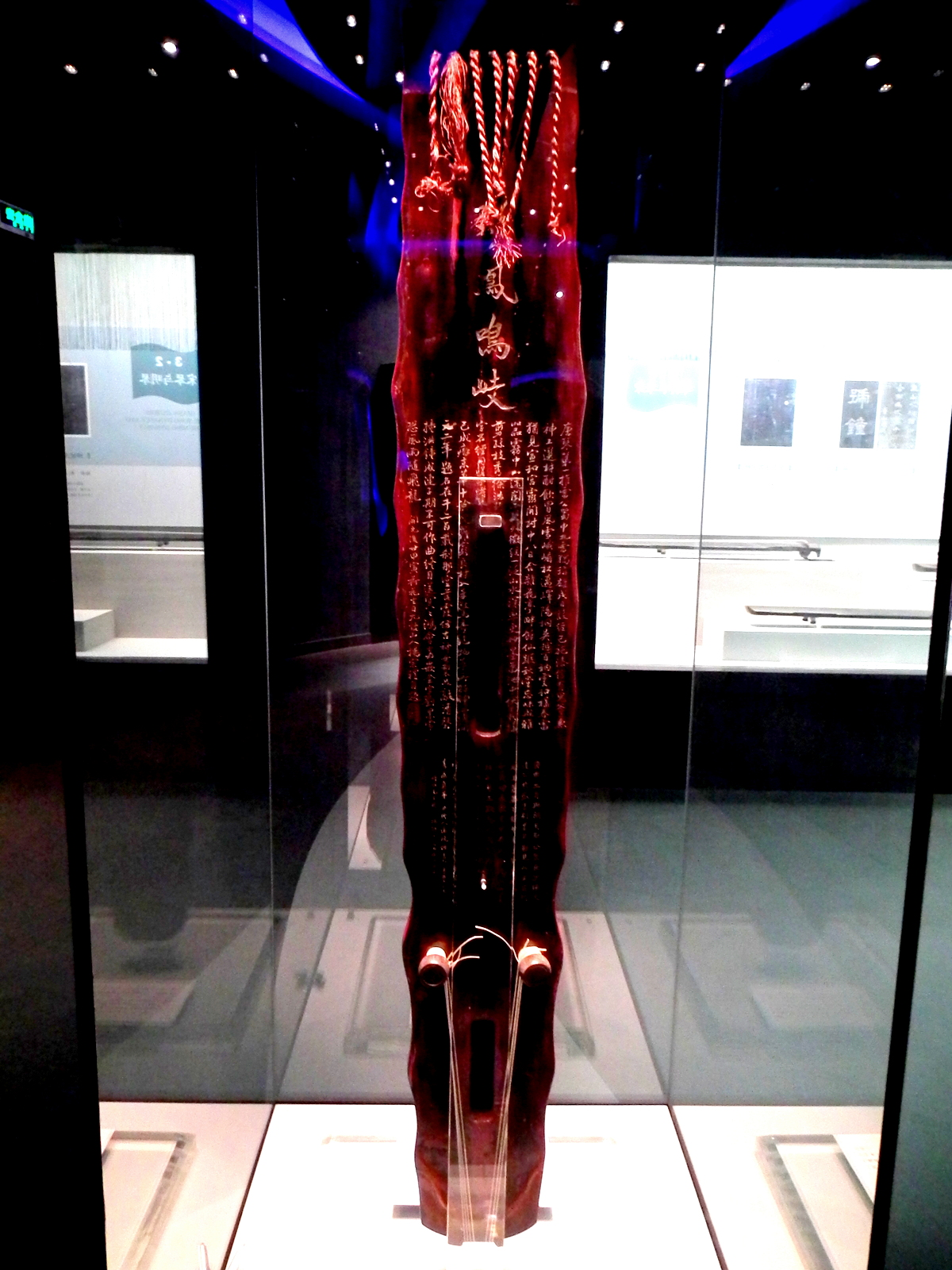
唐·“彩凤鸣岐”七弦琴
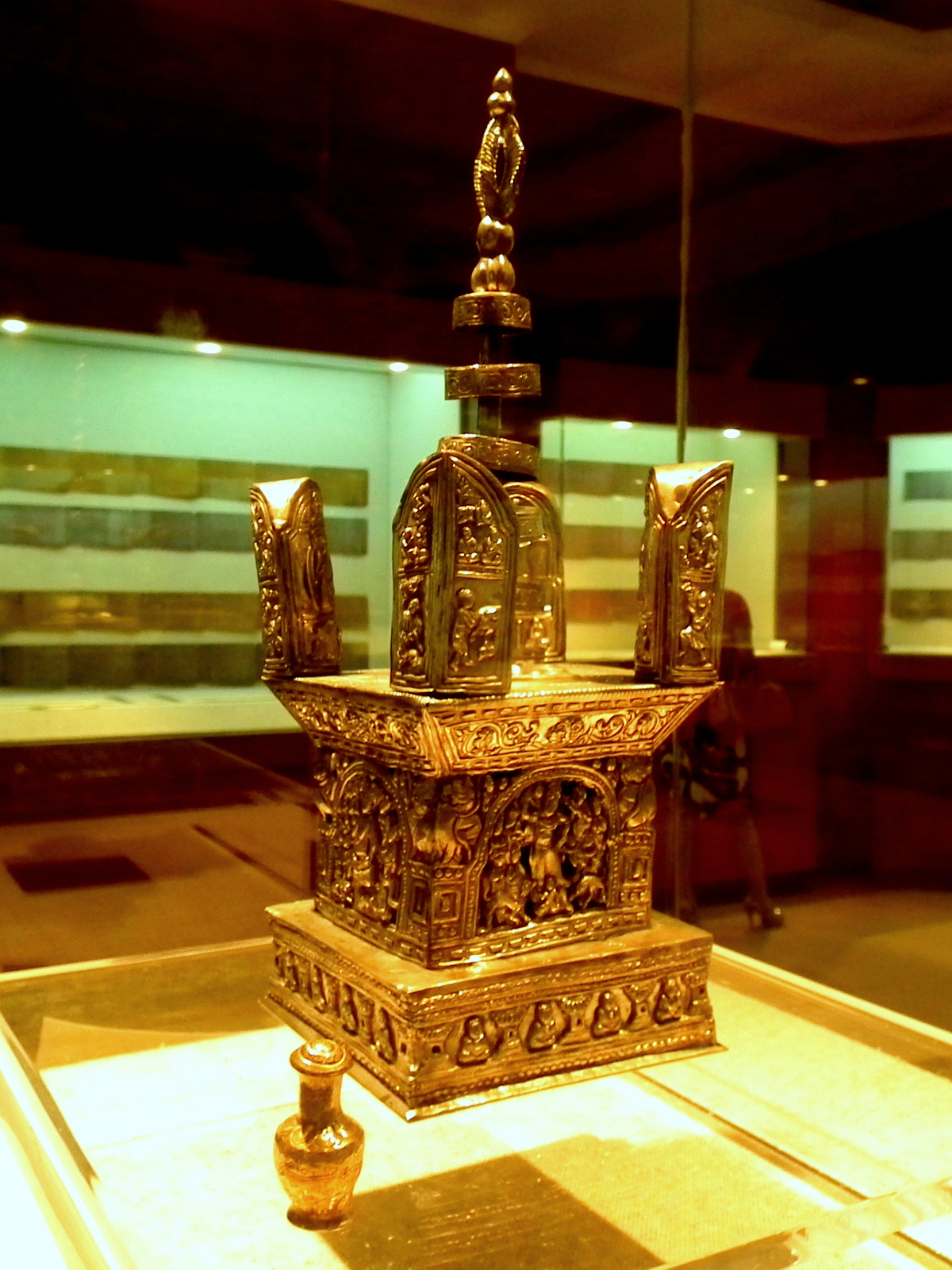
五代·吴越鎏金银阿育王塔
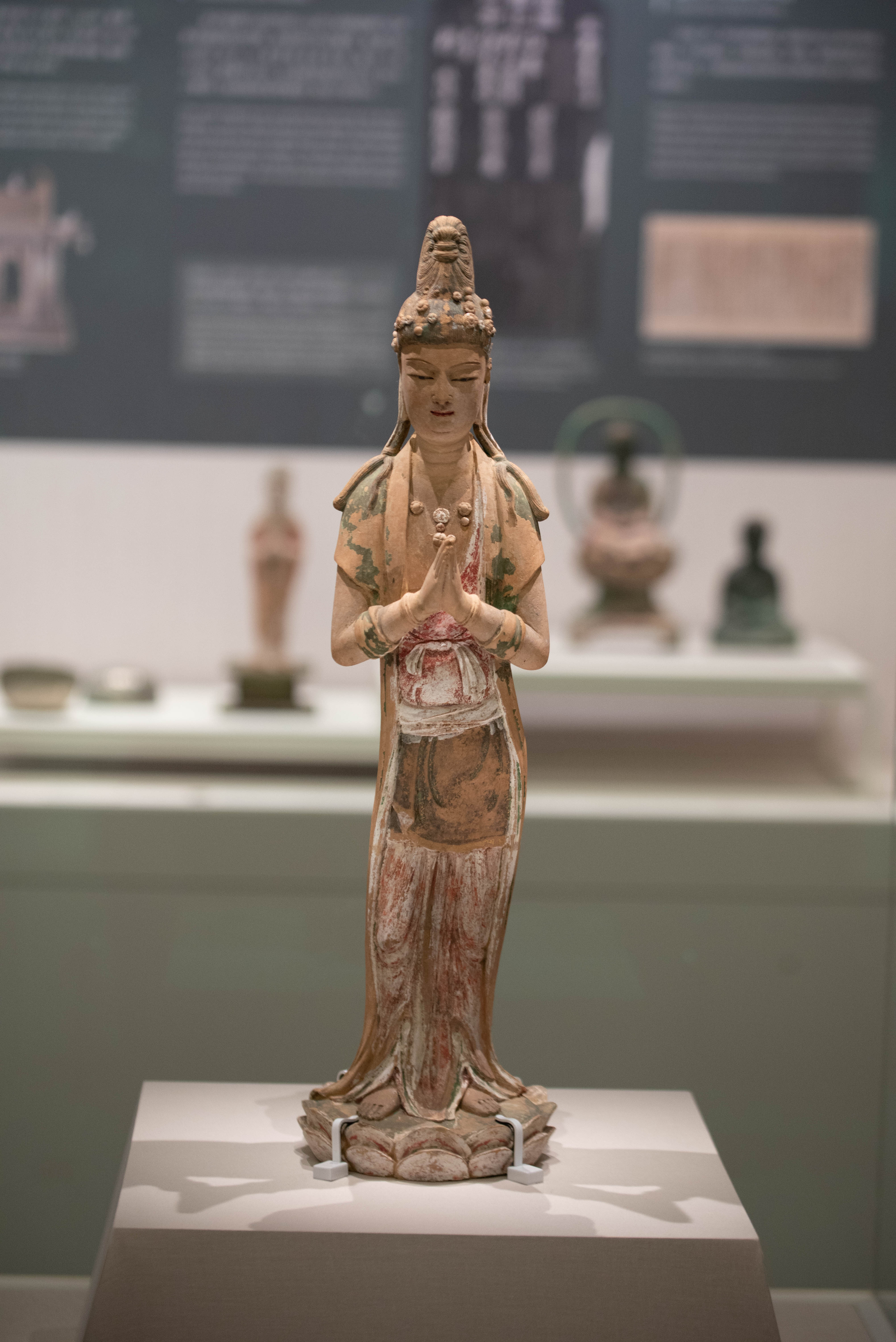
北宋·彩塑泥菩萨立像
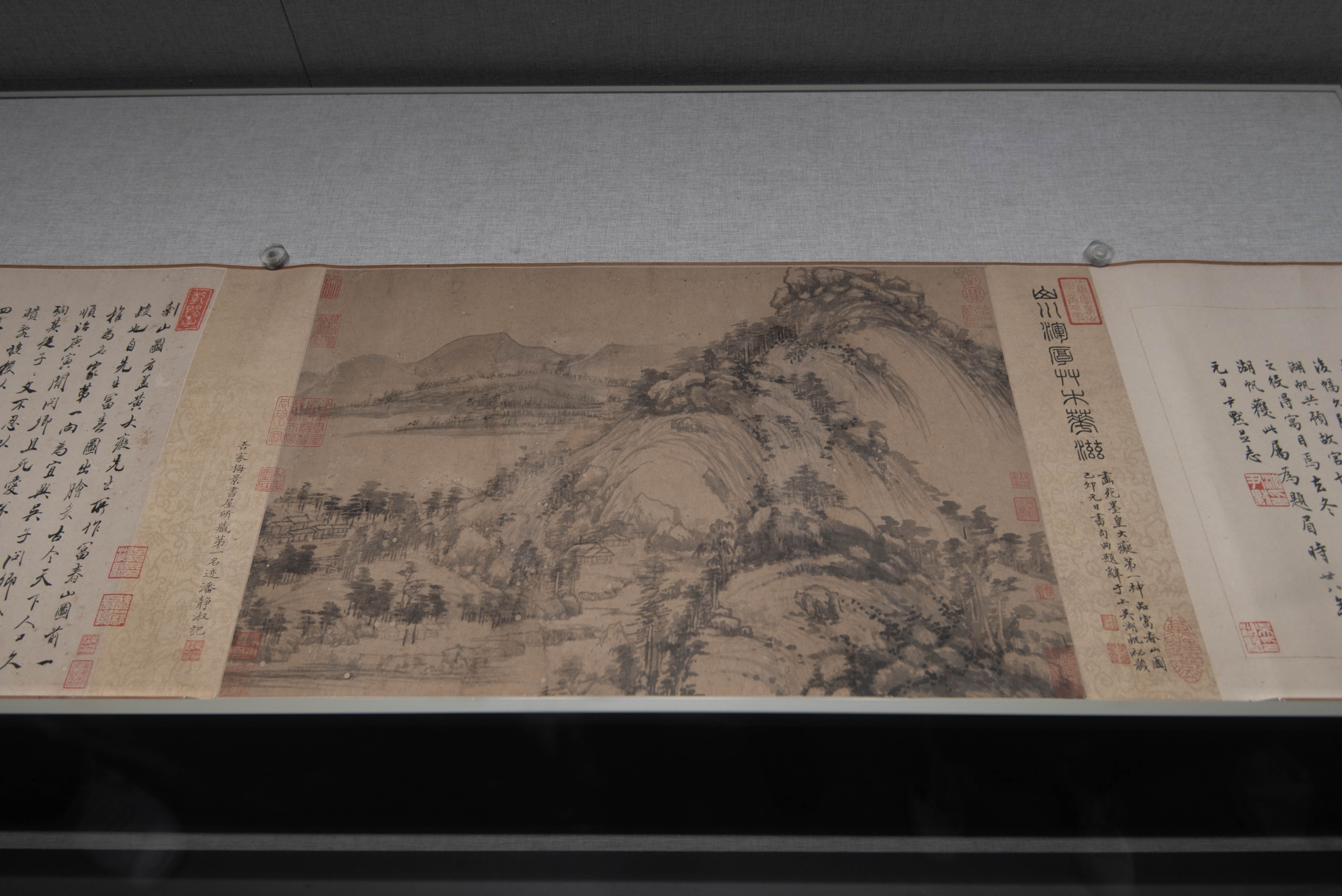
元·富春山居图（剩山圖）
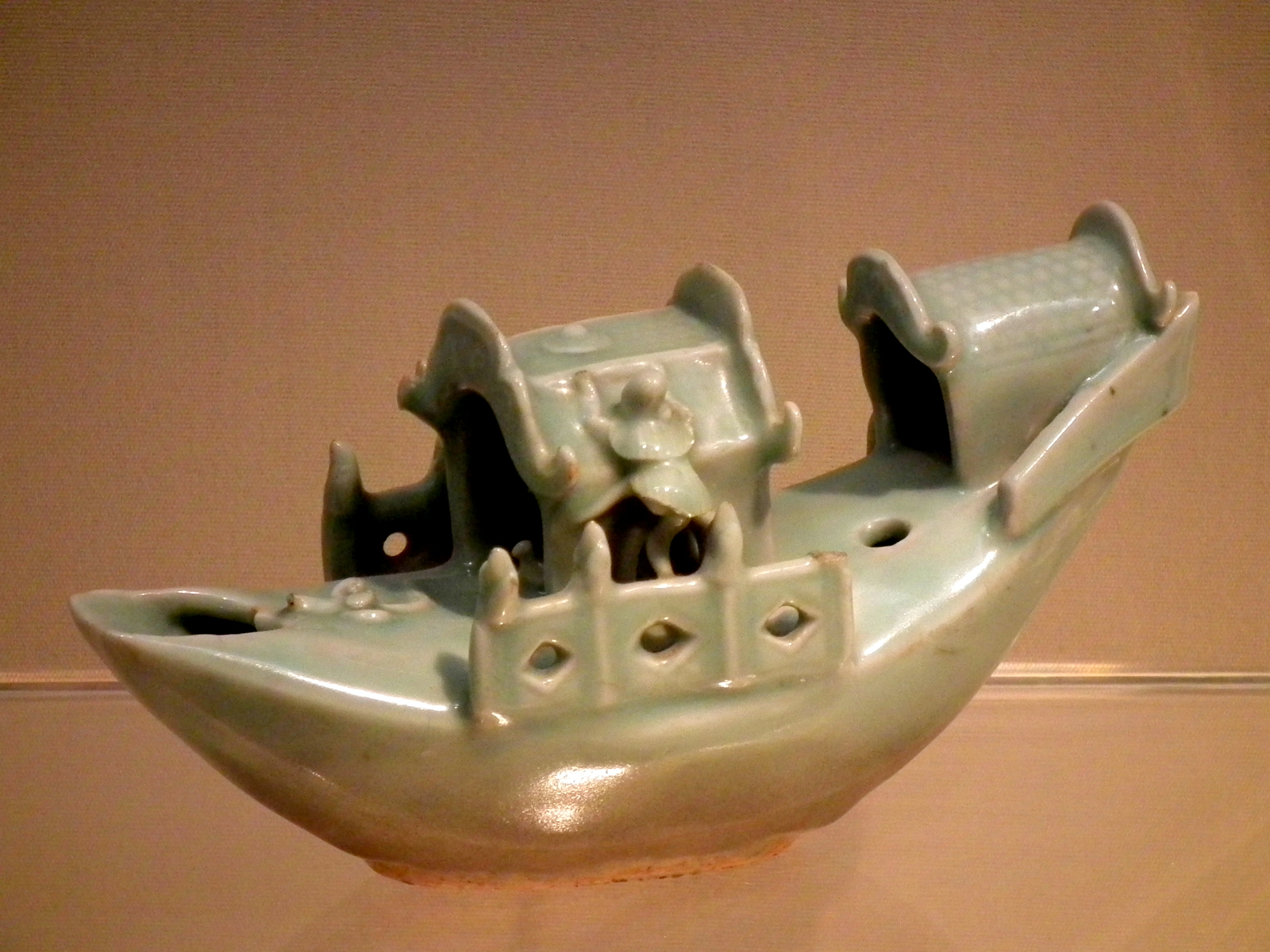
元·龙泉窑舟形砚滴
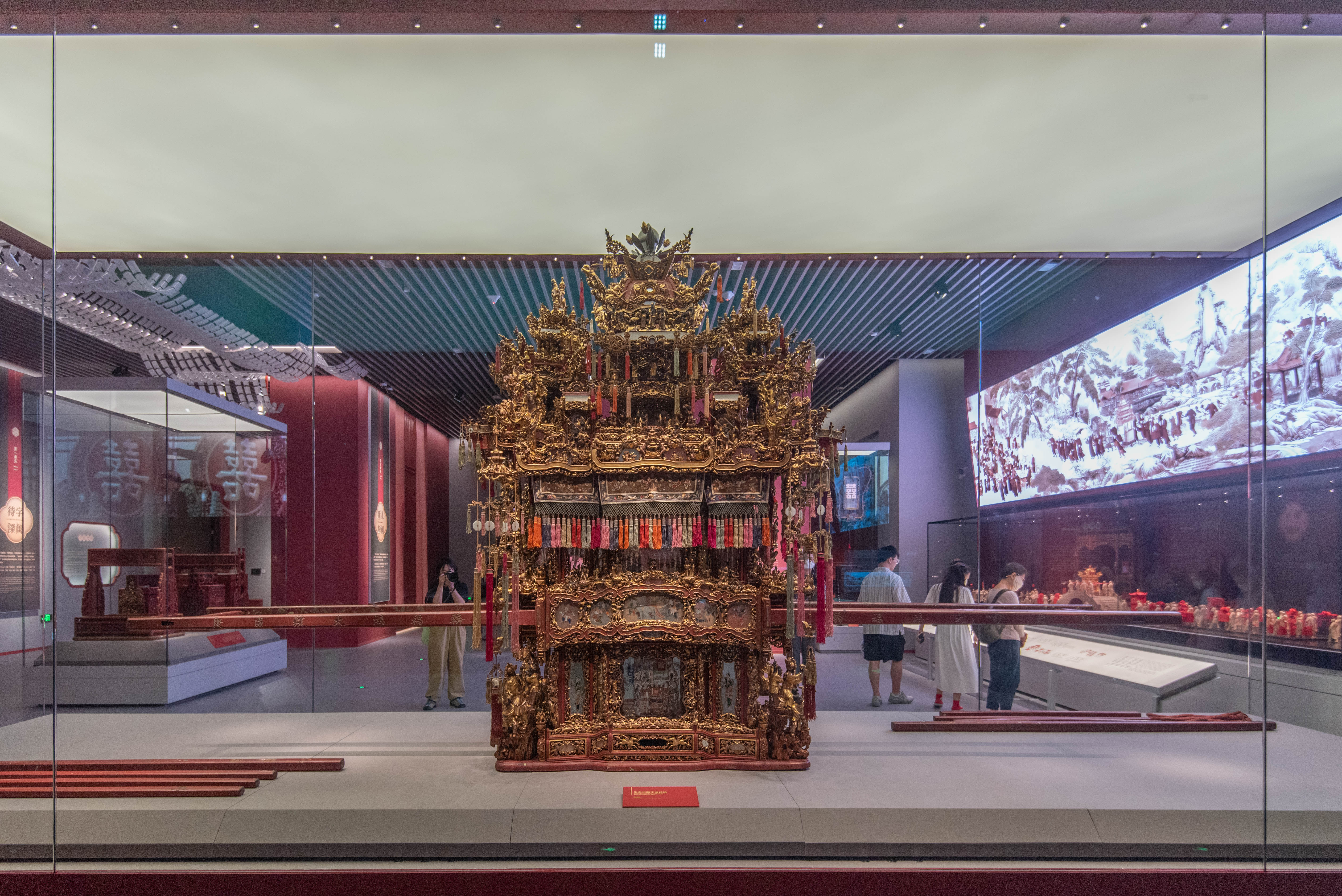
民国·万工轿

### 曹其镛先生夫妇捐赠所藏中国古代漆器
2012年，香港著名浙籍实业家曹其镛先生夫妇将珍藏多年的160件（组）漆器捐赠给浙江省博物馆。经鉴定，这批捐赠漆器中有一级文物21件，二级文物118件，三级文物15件。捐赠中的宋元时期一色漆器、明早期剔犀漆器、明嘉靖万历戗金填漆漆器、以清代乾隆为代表的清中期漆器都是极为珍贵的文物精品，元代雕漆名家张成创作的剔红婴戏图盘堪称国宝级文物，是目前已知的4件“张成造”之一。此次捐赠极大地完善了浙江省博物馆中国古代漆器的藏品结构，填补了多项空白，使浙江省博物馆的漆器收藏位居全国前列。

## 参观开放

### 开放时间
- 孤山馆区

周一闭馆
周二至周日9:00——17：00，16：30停止进馆参观
- 之江馆区

周一闭馆
周二至周日9:00——17：00，16：30停止进馆参观（试运营期间每天限流2000人）

### 联系电话
- 孤山馆区：0571-87970017
- 之江馆区：0571-85391628

### 免费服务
存包、咨询、急救、针线、多媒体导览。